# Далянь
Даля́нь (кит. трад. 大連, упр. 大连, пиньинь Dàlián; историческое русское название — Да́льний, японское — Дайрэн) — город субпровинциального значения в провинции Ляонин в северо-восточной части Китая, порт в заливе Даляньвань Жёлтого моря на южной оконечности полуострова Ляодун — Квантунском полуострове. Второй по величине город провинции Ляонин. На западе примыкает к Бохайскому заливу и является частью формирующейся экономической зоны Бохайского кольца. Кроме того, является «воротами» для cеверо-восточных провинций КНР.
Длина береговой линии — 1906 км. Сюда входят 618 км побережья многочисленных островов. Рельеф гористый. Климат умеренный муссонный.
Население всего городского округа, включая сельскую местность — 7,45 млн человек.
Городом в разное время владели Япония и Россия, отражение этого можно видеть в архитектуре городского центра. В состав Даляня входит район Люйшунькоу, где находилась крепость Порт-Артур.
Далянь является крупным транспортным, туристическим и финансовым центром КНР, в 2006 году назван наиболее благоприятным для проживания городом Китая в рейтинге крупнейшей англоязычной газеты КНР «China Daily».

## География

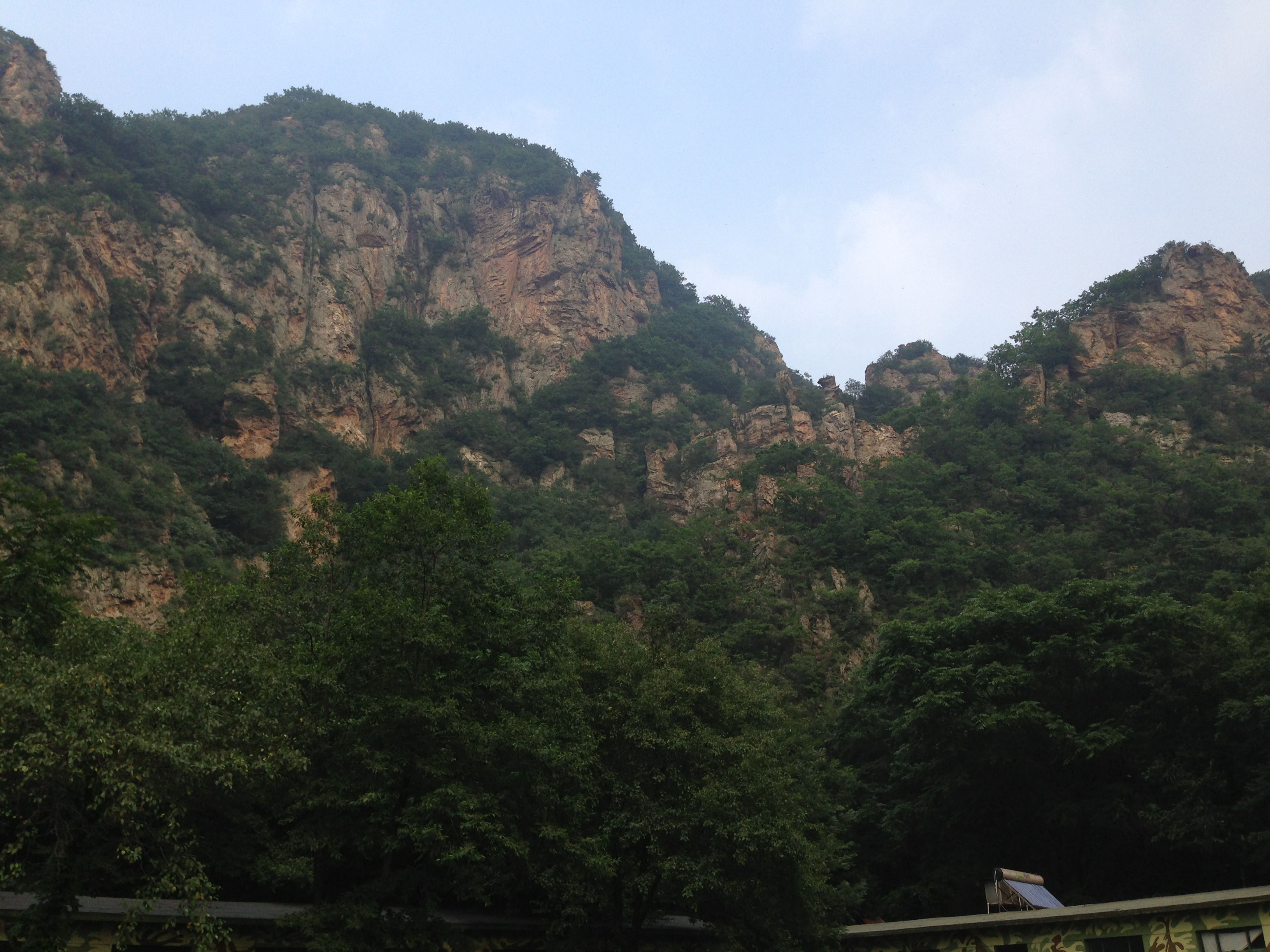
Горы в уезде Чжуанхэ

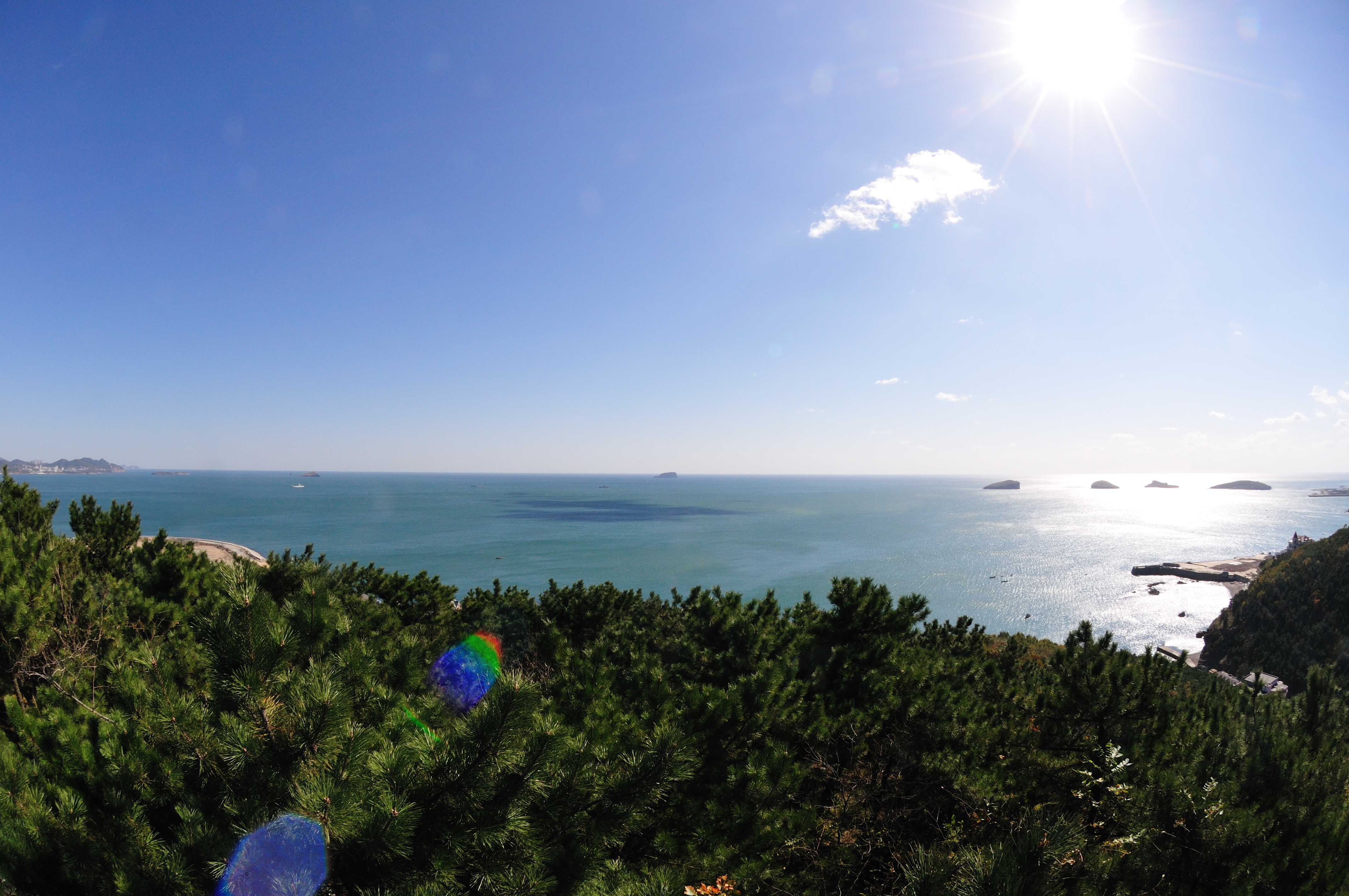
Побережье Даляня

Далянь расположен на юге Ляодунского полуострова и прилегающих островах. Территория городского округа заключена между 38°43' — 40°12' северной широты и 120°58' — 123°31' восточной долготы. Омывается с трёх сторон водами Жёлтого моря и его Бохайского залива (на западе).
Протяженность береговой линии — 1906 км, включая 618 км вокруг островов. Побережье нередко скалистое, имеются галечные и песчаные пляжи.
По территории округа протекает несколько коротких рек, впадающих в Бохайский залив (р. Фучжоу — 121 км) и Жёлтое море (р. Билю — 139 км и др.).
Рельеф гористый. Через весь городской округ с юго-запада на северо-восток протянулся невысокий хребет Цяньшань. Он является составной частью Маньчжуро-Корейских гор. Максимальная высота — 1132 м (гора Буюн). Вблизи центра города высоты достигают 465—664 м. Прибрежные низменности и узкие межгорные долины занимают относительно небольшую площадь.
На северо-востоке округа преобладают граниты и андезиты, на юге округа распространены карбонаты и осадочные породы.

### Климат
Климат города умеренный муссонный, в целом благоприятный. Зима холодная для такой низкой субтропической широты. Например, в Лиссабоне, находящемся примерно на той же широте что и Далянь, средняя температура января около +11°С. В Даляне она примерно такая же, как в Тромсё (Норвегия) и Детройте. Благодаря смягчающему влиянию Бохайского залива, температура воздуха в большинстве зим не опускается ниже −15…-16 °С.
Потоки воздуха зимой направлены преимущественно из Сибири и Монголии, с чем связаны обилие солнечных дней и низкая влажность. Осадки редки и скудны, идут в виде снега и дождя. Выпавший снег надолго не задерживается. Ветер обычно колеблется от слабого до умеренного, но резко усиливается при вторжении арктического воздуха.
Весной и осенью в Далянь часто наведываются воздушные массы из пустынь и степей Азии, что приводит к периодическим засухам в эти времена года. Весной континентальный воздух вступает в противоборство с более прохладным морским воздухом, в результате тёплые и солнечные дни чередуются с пасмурной погодой и промозглыми туманами.
Лето жаркое и влажное. Из-за моря дневная температура редко когда бывает выше +31…+33 °С. Осадки чаще избыточные, но варьируют от года к году. Горы Кореи и восточного Китая ослабляют дующие с Тихого океана муссоные ветры и прикрывают от тайфунов. Летний сезон дождей в Даляне менее устойчив и более короток, чем, например, в Вонсане. Климатическое лето (T ср. сут. > +15 °C) продолжается более 5 месяцев.
| Показатель                    | Янв.  | Фев. | Март | Апр. | Май  | Июнь | Июль | Авг. | Сен. | Окт. | Нояб. | Дек. | Год   |
| ----------------------------- | ----- | ---- | ---- | ---- | ---- | ---- | ---- | ---- | ---- | ---- | ----- | ---- | ----- |
| Абсолютный максимум, °C       | 10,2  | 14,2 | 20,5 | 28,5 | 31,3 | 35,6 | 36,6 | 33,5 | 33,4 | 28,0 | 20,5  | 14,4 | 36,6  |
| Средний суточный максимум, °C | −0,2  | 2,2  | 7,6  | 15,0 | 20,6 | 24,6 | 26,9 | 27,5 | 24,2 | 17,9 | 9,7   | 3,0  | 14,6  |
| Средняя температура, °C       | −3,6  | −1,4 | 3,7  | 10,6 | 16,4 | 20,7 | 23,7 | 24,4 | 20,8 | 14,2 | 6,1   | −0,5 | 11,3  |
| Средний суточный минимум, °C  | −6,4  | −4,2 | 0,7  | 7,0  | 12,7 | 17,6 | 21,3 | 21,9 | 17,9 | 11,1 | 2,9   | −3,4 | 8,3   |
| Абсолютный минимум, °C        | −18,8 | −17  | −9   | −1,6 | 4,8  | 10,5 | 16,6 | 15,6 | 7,4  | −0,9 | −12,8 | −15  | −18,8 |
| Норма осадков, мм             | 9     | 8    | 13   | 34   | 43   | 84   | 173  | 148  | 62   | 28   | 20    | 10   | 632   |
| Температура воды, °C          | 3,6   | 2,0  | 3,0  | 6,5  | 12,0 | 18,0 | 22,5 | 24,6 | 22,0 | 17,4 | 12,2  | 7,4  | 12,6  |
| Источник:                     |       |      |      |      |      |      |      |      |      |      |       |      |       |

### Растительность
Городской округ относится к ландшафтам широколиственных лесов. Бохайский залив отделяет Далянь от лесостепей. Лесистость составляет 41,5 %. Большинство зелёных насаждений приурочено к холмам и горам.

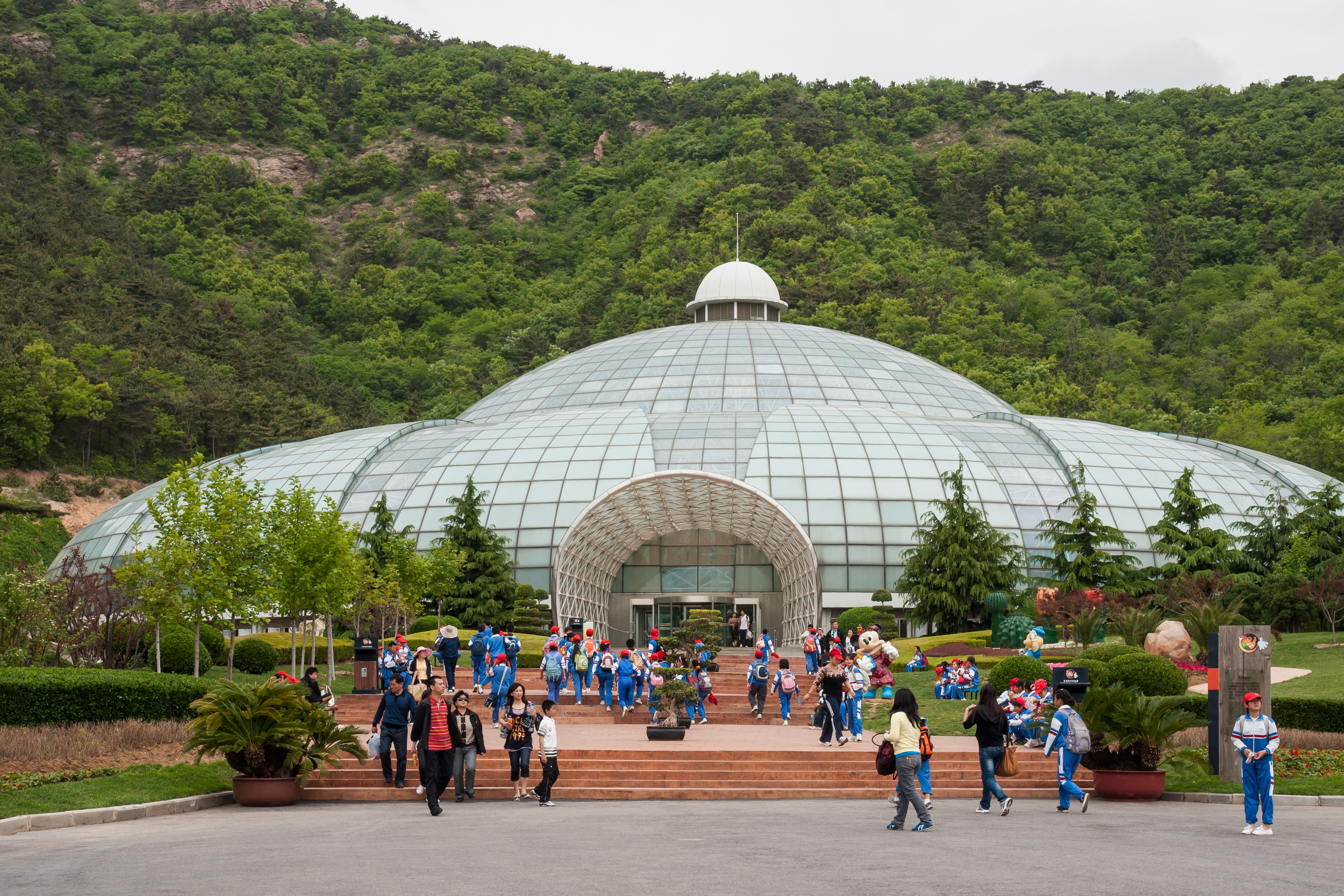
Оранжерея ботанического сада

На сопках Даляня лес прежде вырубался. Ныне распространены лесопосадки сосны и вторичные молодые леса из дубов, горного ясеня, граба. В природных парках на территории округа сохранились: магнолия Зибольда, линдера туполопастная (лавровые), сосна, ясень, дзельква, гледичия, бархат, калопанакс, каркас, стиракс ароматный, сумах и т. д. В лесах встречаются такие плодовые растения как: маньчжурский орех, каштан, хурма, абрикос, груша, яблони, зизифус, тутовник, виноград и актинидия. Весной цветущие рододендроны окрашивают горы в розовые тона.
Сельское хозяйство специализируется на выращивании фруктов, овощей, кукурузы, сои, риса, картофеля, арахиса. Весенние засухи в некоторые годы осложняют проведение посевных работ.
В массовом озеленении самого города используются следующие растения: кедр гималайский, сосны, плосковеточник, можжевельник, гингко, платан, тополь, софора японская, клён, слива, бересклет японский и барбарис Тунберга. Кроме того, можно увидеть: ель, псевдотсугу, метасеквойю, белую акацию, альбицию, иву, айлант, магнолию, павловнию, сакуру, форзицию, лотос, девичий виноград и т. д. На лето в некоторых местах выставляют кадки с пальмами, саговниками и фикусами. В ботаническом саду Ингэши (Yinggeshi), находящемся в Люйшунькоу, есть поляны с цветами всевозможных раскрасок.

## История
После первой опиумной войны на английских картах появилось обозначение посёлка англ. Dalianwan. Он расположен напротив через залив и известен на русских дореволюционных картах как деревня рус. Таліенванъ (кит. 大连湾村), по названию залива Далянь.
Под названием «Дальний» город основан русскими в 1898 году на месте китайского рыбацкого посёлка Циннива (кит. 青泥洼) на арендованной у Китая территории. Новый город состоял из трёх частей: Административный городок, Европейский город, Китайский город. На строительство города Россия затратила 30 млн золотых рублей (около 11,5 млрд российских рублей). Строительство заняло около 7 лет. Своими архитектурно-планировочными достоинствами Дальний выделялся не только среди городов Китайско-Восточной железной дороги, но и, по мнениям российских специалистов того времени, среди новых городов России только он один был спланирован и красиво, и интересно. По количеству населения быстро вышел в Маньчжурии на второе после Мукдена (Шэньяна) место. Хорошо по тому времени оборудованный и механизированный порт принимал океанские суда и в короткое время занял второе (после Шанхая) место по грузообороту на всём континентальном побережье от Охотского до Южно-Китайского моря.

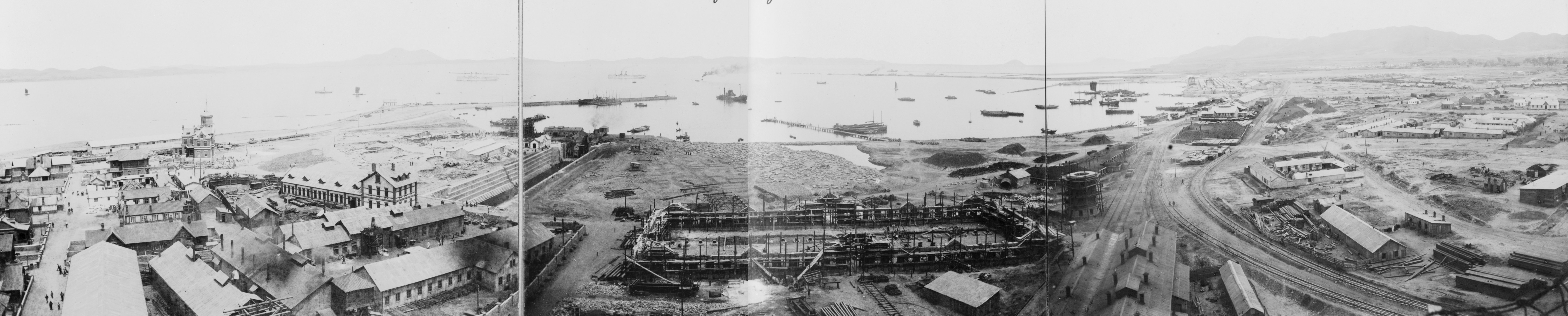
Основание города Дальнего. Панорама 1898 г.

К 1903 году здесь действовало 15 русских и 75 японских торговых заведений. В 1904 году в ходе Русско-японской войны 1904-05 годов взят японцами и по Портсмутскому мирному договору находился под властью Японии. Японцы оставили название города прежним, но стали читать иероглифы не по-китайски, а по-японски, поэтому тогдашний Далянь известен как Дайрен. Его развитие продолжалось японцами по планам российских инженеров. С 1906 года — вольная гавань. На Ялтинской конференции было подписано Соглашение трёх великих держав по вопросам Дальнего Востока, которое предусматривало интернационализацию Дайрена с обеспечением в нём преимущественных интересов Советского Союза. В августе 1945 года город был освобождён советскими войсками. В 1945—1950 годах в статусе китайского свободного порта, арендованного СССР. В 1950 году безвозмездно передан правительством СССР Китаю.
После перехода Квантунской области под юрисдикцию КНР Далянь был объединён с Люйшунем в агломерацию Люйда (旅大市). Постановлением Госсовета КНР от 9 февраля 1981 года город Люйда был переименован в город Далянь; бывший город Люйшунь стал районом Люйшунькоу в его составе.
В 1984 году город объявлен особой экономической зоной. При Бо Силае, занимавшем пост мэра с 1993 по 2000, в Даляне было проведено масштабное строительство и озеленение. Город преобразился, став крупным современным мегаполисом, выгодно отличавшимся от крупных промышленных центров КНР чистотой воздуха и большим количеством зелени. Вместе с расположением на берегу моря это позволило Даляню стать крупным туристическим центром.
Был реализован проект так называемой Русской улицы (бывш. Инженерная), на которой были отремонтированы оставшиеся здания русского периода, добавлены несколько новых, а также сконструированы несколько псевдо-русских фасадов для имеющихся зданий.

## Административное деление

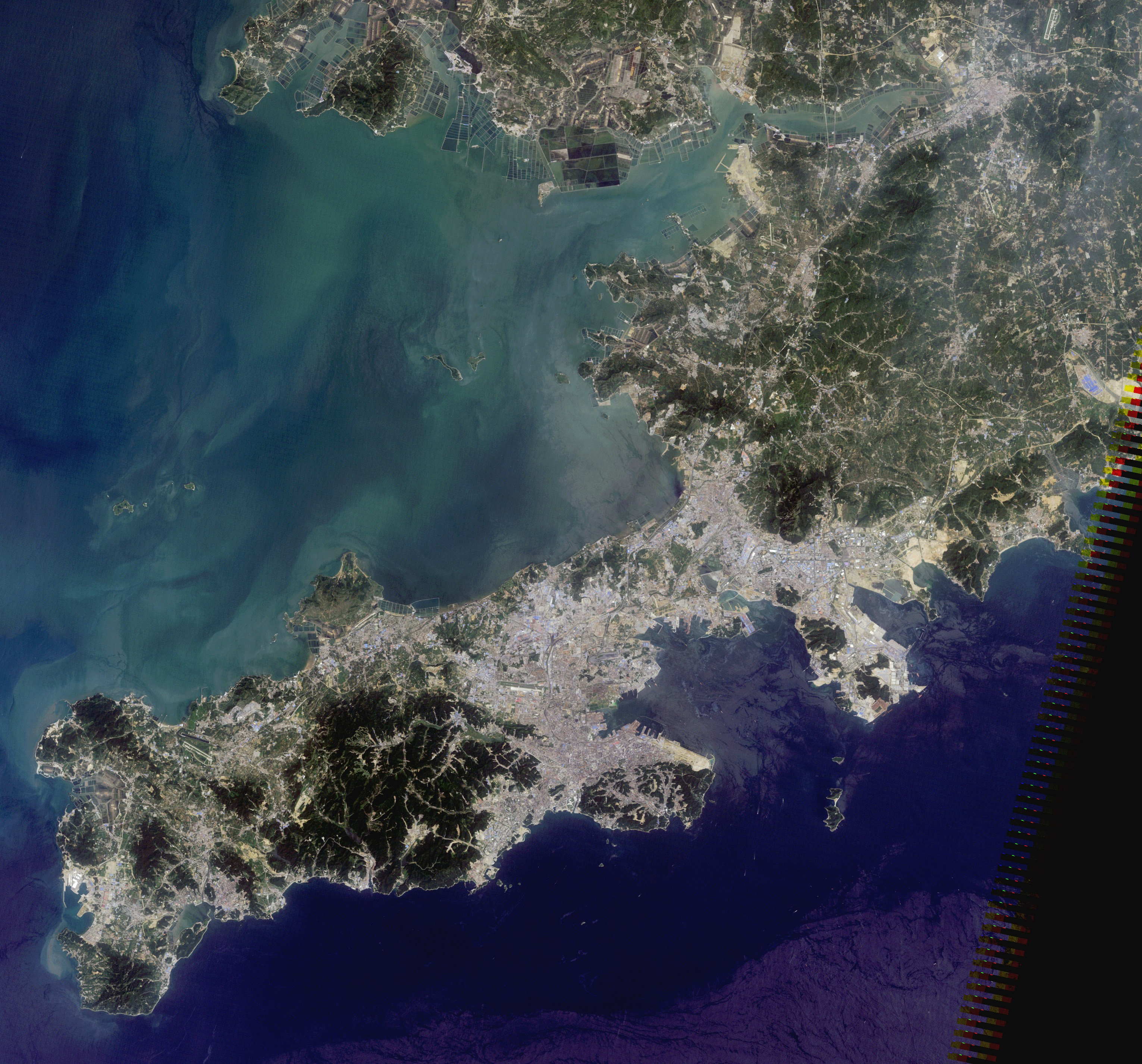
Далянь и его окрестности, космический снимок LandSat-5, 3 августа 2010

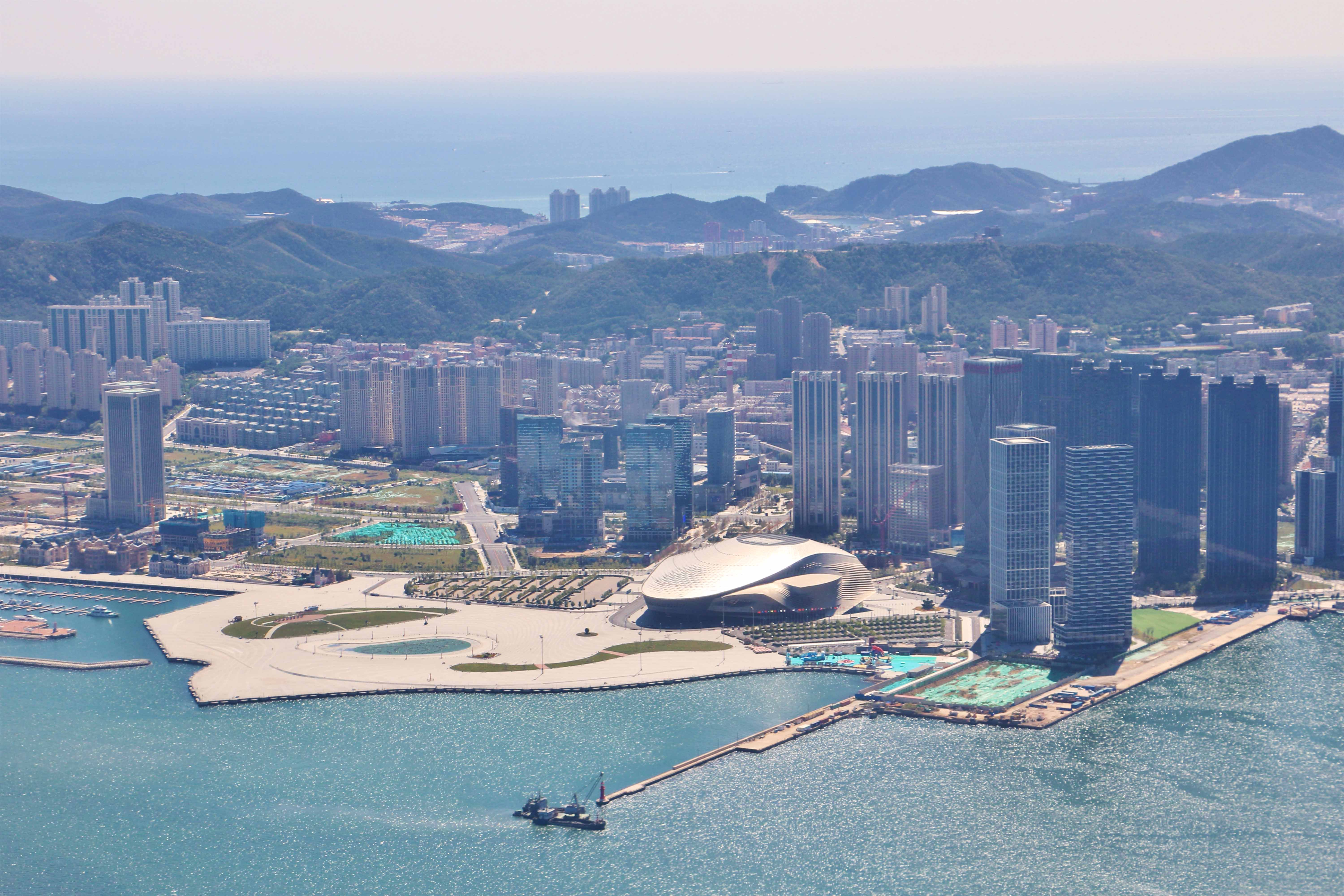
Вид на район Чжуншань

Город субпровинциального значения Далянь делится на 7 районов, 2 городских уезда и один уезд.
| Карта | Карта          | Карта       | Карта     | Карта          | Карта                   | Карта         | Карта                      |
| ----- | -------------- | ----------- | --------- | -------------- | ----------------------- | ------------- | -------------------------- |
|       |                |             |           |                |                         |               |                            |
| #     | Статус         | Название    | Иероглифы | Пиньинь        | Население (2010, прим.) | Площадь (км²) | Плотность населения (/км²) |
| 1     | Район          | Сиган       | 西岗区    | Xīgǎng qū      | 305,742                 | 26            | 11,759                     |
| 2     | Район          | Чжуншань    | 中山区    | Zhōngshān qū   | 339,526                 | 43            | 7,895                      |
| 3     | Район          | Шахэкоу     | 沙河口区  | Shākékǒu qū    | 693,140                 | 49            | 13,043                     |
| 4     | Район          | Ганьцзинцзы | 甘井子区  | Gānjǐngzi qū   | 1 321,778               | 491           | 2,692                      |
| 5     | Район          | Люйшунькоу  | 旅顺口区  | Lǚshùnkǒu qū   | 324,773                 | 506           | 641                        |
| 6     | Район          | Цзиньчжоу   | 金州区    | Jīnzhōu qū     | 1 102,773               | 1,390         | 793                        |
| 7     | Городской уезд | Вафандянь   | 瓦房店市  | Wǎfángdiàn shì | 942,197                 | 3,791         | 248                        |
| 8     | Район          | Пуланьдянь  | 普兰店区  | Pǔlándiàn qū   | 741,230                 | 2,923         | 253                        |
| 9     | Городской уезд | Чжуанхэ     | 庄河市    | Zhuānghé shì   | 841,321                 | 3,900         | 215                        |
| 10    | Уезд           | Чанхай      | 长海县    | Chánghǎi xiàn  | 77,951                  | 119           | 655                        |

## Экономика

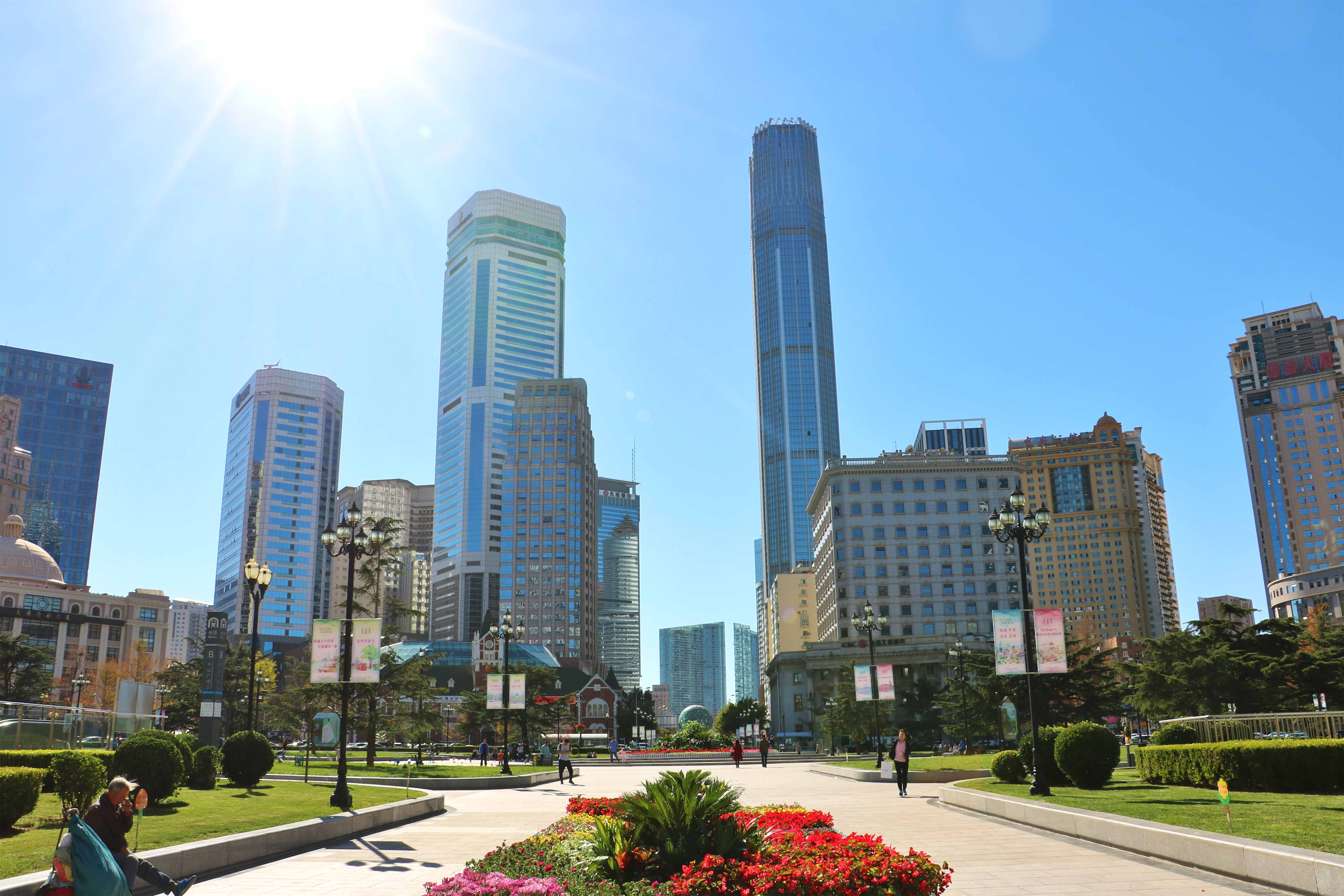
Деловой центр Даляня

В 2016 г. валовой внутренний продукт Даляня достиг 815 млрд юаней (16-е место в Китае). Темпы экономического роста увеличились до 6,5 % после замедления до 3,8 % в 2015 г. Для оживления экономики старого индустриального центра правительство Китая объявило о создании новой специальной экономической зоны, в которую войдут Далянь, Инкоу и Шэньян. Основной упор будет сделан на развитие сферы услуг и создание новых высокотехнологичных производств.
В Даляне раз в два года (по очереди с Тяньцзинем) проводится «Встреча чемпионов» Всемирного экономического форума (летний Давос).
Ежегодно в июне проводится крупная Китайская международная ярмарка программного обеспечения и информационных технологий.
С экономической точки зрения Далянь разделен на пять районов с различным статусом.
В городе базируется Даляньская товарная биржа.

### Энергетика
В северном пригороде Даляня действует АЭС Хуняньхэ. В настоящее время запущены 4 ядерных реактора, ещё 2 строятся. Суммарная мощность всех шести энергоблоков составит около 6000 МВт.
В дополнение к атомной энергетике в городском округе работают ветропарки и солнечные электростанции. В городе всё ещё работает старая угольная электростанция мощностью 1400 МВт. В октябре 2022 года  сдана в эксплуатацию первая очередь аккумуляторной станции для накопления и хранения электроэнергии мощностью 400 МВтч.

### Промышленность

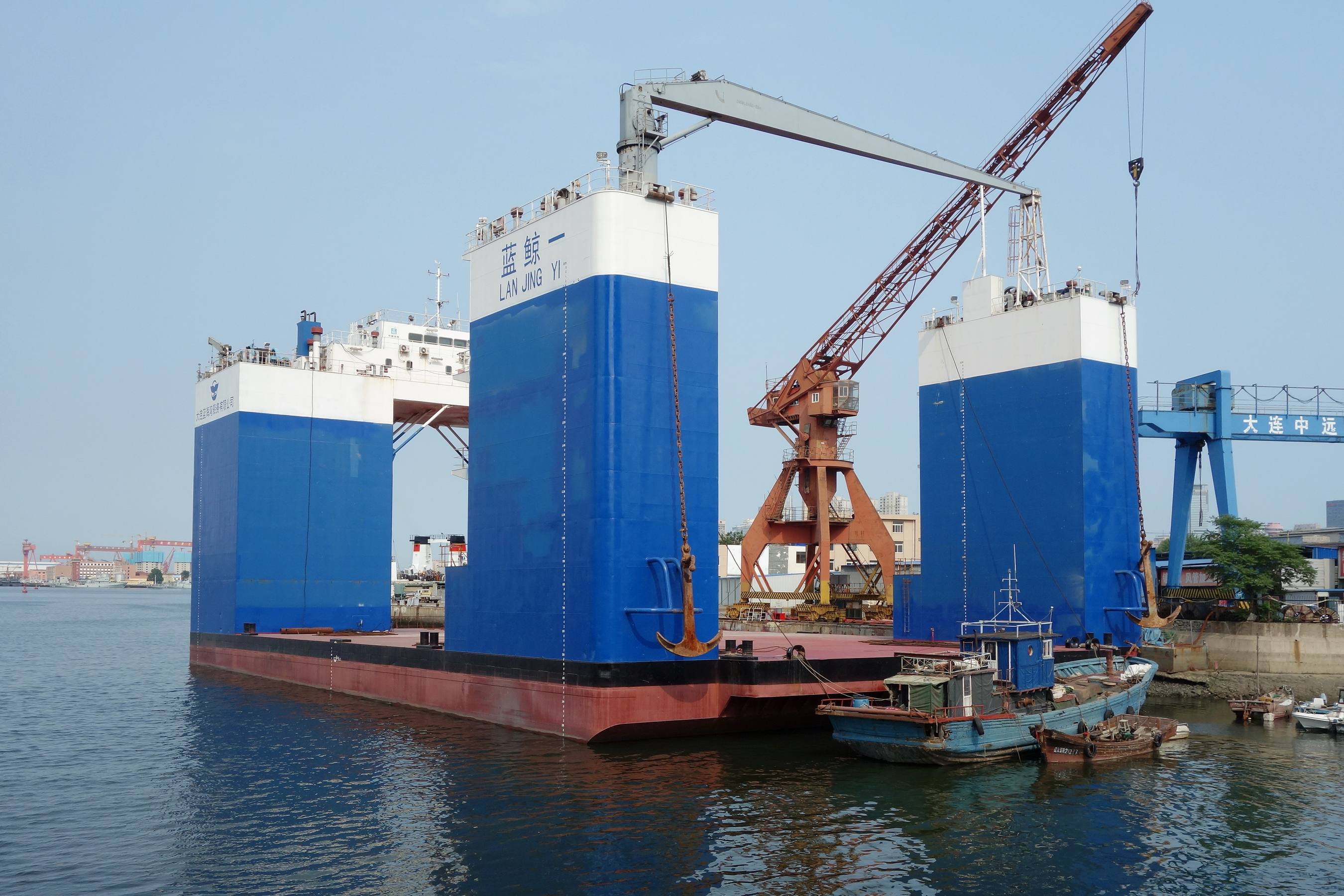
Даляньская судоверфь

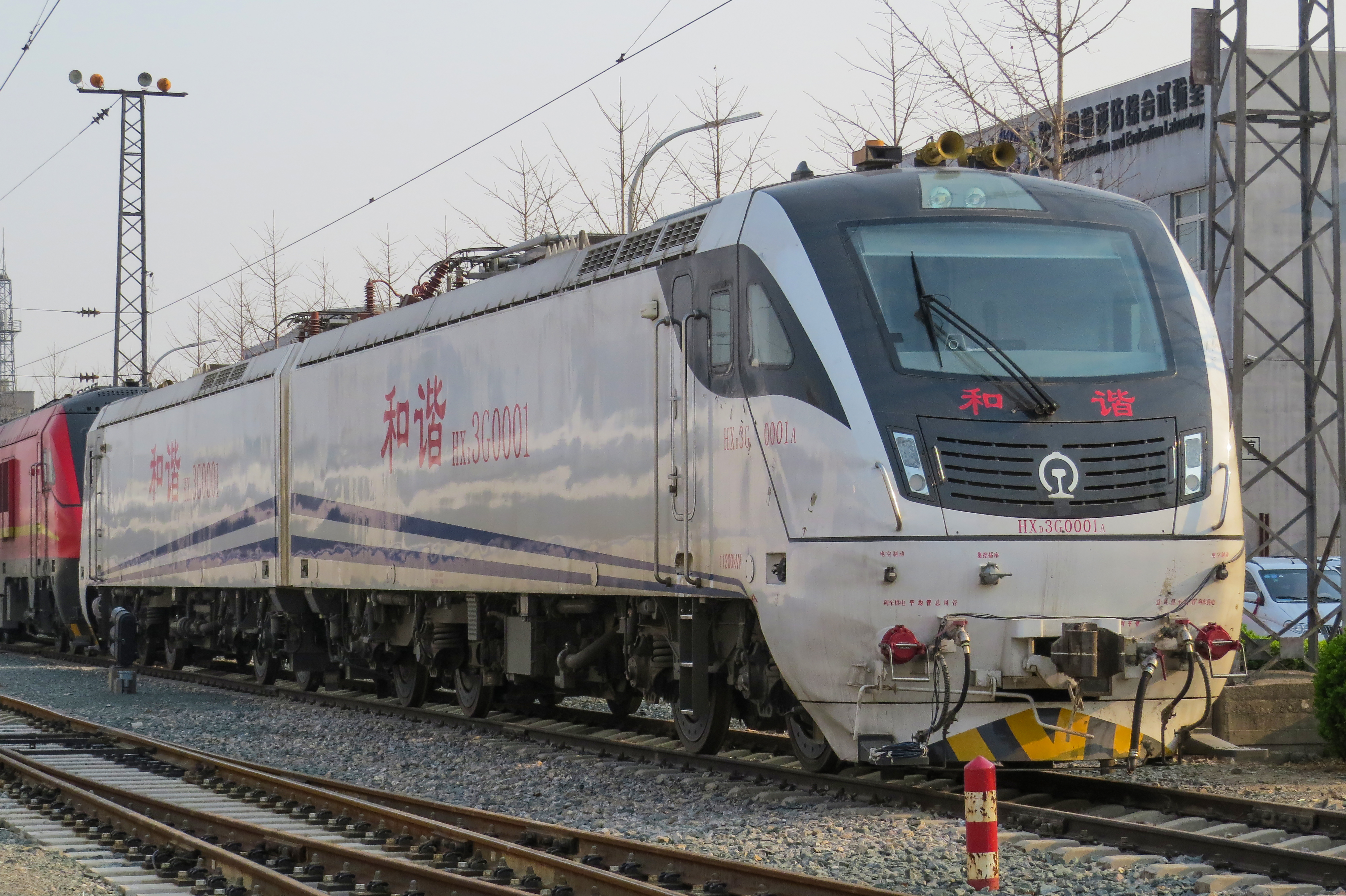
Локомотив HXD3G

Переработка ресурсов представлена шестью нефтеперерабатывающими предприятиями и заводами чёрной металлургии. Также развита химическая и пищевая промышленность. Крупнейшими нефтехимическими заводами владеют частные корпорации Hengli Petrochemical и Hengyi Petrochemical. В пределах округа выращиваются, добываются и перерабатываются морепродукты.
Далянь — крупный судостроительный центр Китая. На нескольких верфях в городе и его пригородах строятся авианосцы, эсминцы, корветы, подводные лодки, грузо-пассажирские паромы, контейнеровозы, нефтяные и газовые танкеры, балкеры, ролкеры, суда для перевозки скота, рыболовные суда и буровые платформы. Крупнейшие верфи принадлежат компаниям Dalian Shipbuilding Industry Company (подразделение China Shipbuilding Industry Corporation), COSCO Shipping Heavy Industry (подразделение China COSCO Shipping) и STX Corporation.
К транспортному машиностроению относится производство автомобилей, электрических автобусов (заводы компаний BYD Auto, FAW Bus and Coach и Brilliance Bus), дизельных двигателей (завод FAW Jiefang), локомотивов и вагонов, в том числе для метрополитена (завод CRRC Dalian Locomotive & Rolling Stock).
В Даляне базируется корпорация DMTG — один из китайских и мировых лидеров станкостроения. Кроме того, существуют фармацевтическая, электротехническая, электронная, текстильная, швейная, обувная и строительная отрасли промышленности, развито производство роботов (Ex-Robots).
В районе Цзиньчжоу размещается первая в Китае зона «экономического и технологического развития» — крупный технопарк, в котором размещается более 1500 фирм, большинство из которых связаны с электроникой и автомобилестроением. Многие являются представительствами японских электронных корпораций. Здесь также находится фабрика полупроводников корпорации Intel.

### Сфера услуг

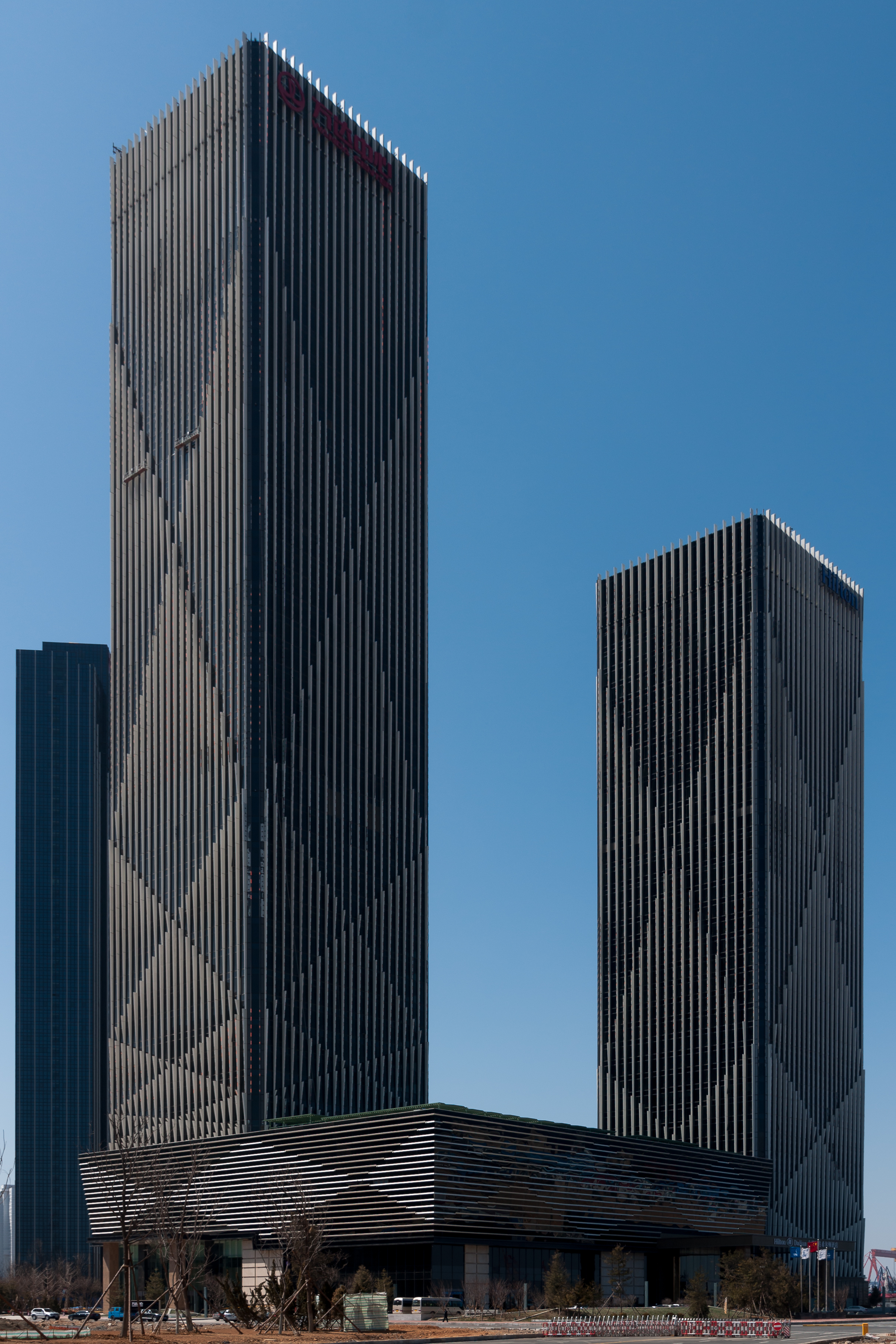
Офис «Wanda Group», отели «Хилтон» и «Конрад».

В 1988 году в городе была создана корпорация «Dalian Wanda Group», штаб-квартира которой в настоящее время расположена в Пекине. Корпорация является крупным оператором кинотеатров, также специализируется на финансах, туристической инфраструктуре и коммерческой недвижимости.
С 1993 года в Даляне работает товарно-сырьевая биржа. Ёе операции охватывают сельское хозяйство, минеральные ресурсы и химическую промышленность.
В 1998 году в городе был основан «Банк Даляня».
Развитие информационных технологий и услуг сосредоточено в специальном парке программного обеспечения (DLSP) и других IT-парках.
Далянь является важным логистическим центром Китая. В 2016 году порт Даляня занял 10-е место среди крупнейших портов мира по грузообороту (318 млн тонн), уступив таким гигантам как Шанхай и Роттердам, но опередив все порты США и Японии. Оборот грузовых контейнеров составил 9,7 млн. ТЕU (15-е место в мире).

## Транспорт

### Воздушный
В черте города расположен международный аэропорт Чжоушуйцзы. Осуществляются международные и внутрикитайские рейсы. Новый аэропорт Цзиньчжоувань (Jinzhouwan) находится на стадии сооружения. Он разместится на искусственном острове к северу от Даляня и будет в несколько раз крупнее старого.

### Железнодорожный

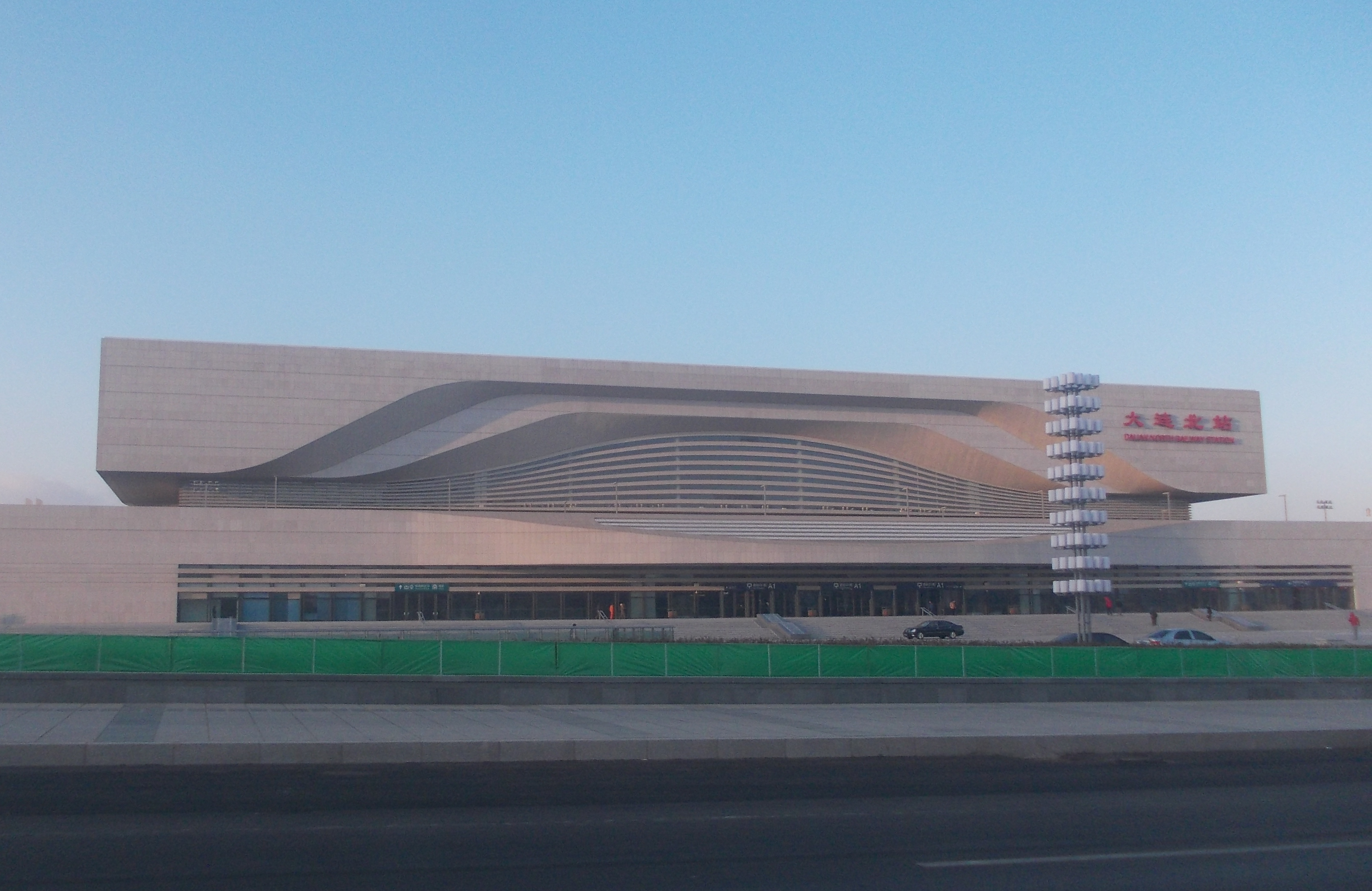
Северный железнодорожный вокзал

Далянь связан сетью высокоскоростных железных дорог:  
- Далянь — Харбин. Максимальная скорость — 350 км/ч, эксплуатационная — около 310 км/ч (зимой 200 км/ч). Протяженность — 904 км[39].
- Далянь — Даньдун. Максимальная скорость — 250 км/ч, эксплуатационная — около 200 км/ч[40][41].

Параллельно скоростным идут железные дороги для обычных пассажирских и товарных поездов. К 2026 году Далянь планируется соединить с городом Яньтай на Шаньдунском полуострове железнодорожным тоннелем под Бохайским заливом длиной 123 км, что позволит замкнуть Бохайское экономическое кольцо.
Внутригородской транспорт представлен действующим с 1909 года трамваем и открытым 1 мая 2003 года метрополитеном. В настоящее время используются 4 линии метро. Строятся и планируются к постройке ещё несколько линий, которые свяжут центр города с новым аэропортом и пригородами: Люйшунькоу и Цзиньчжоу.

### Автомобильный

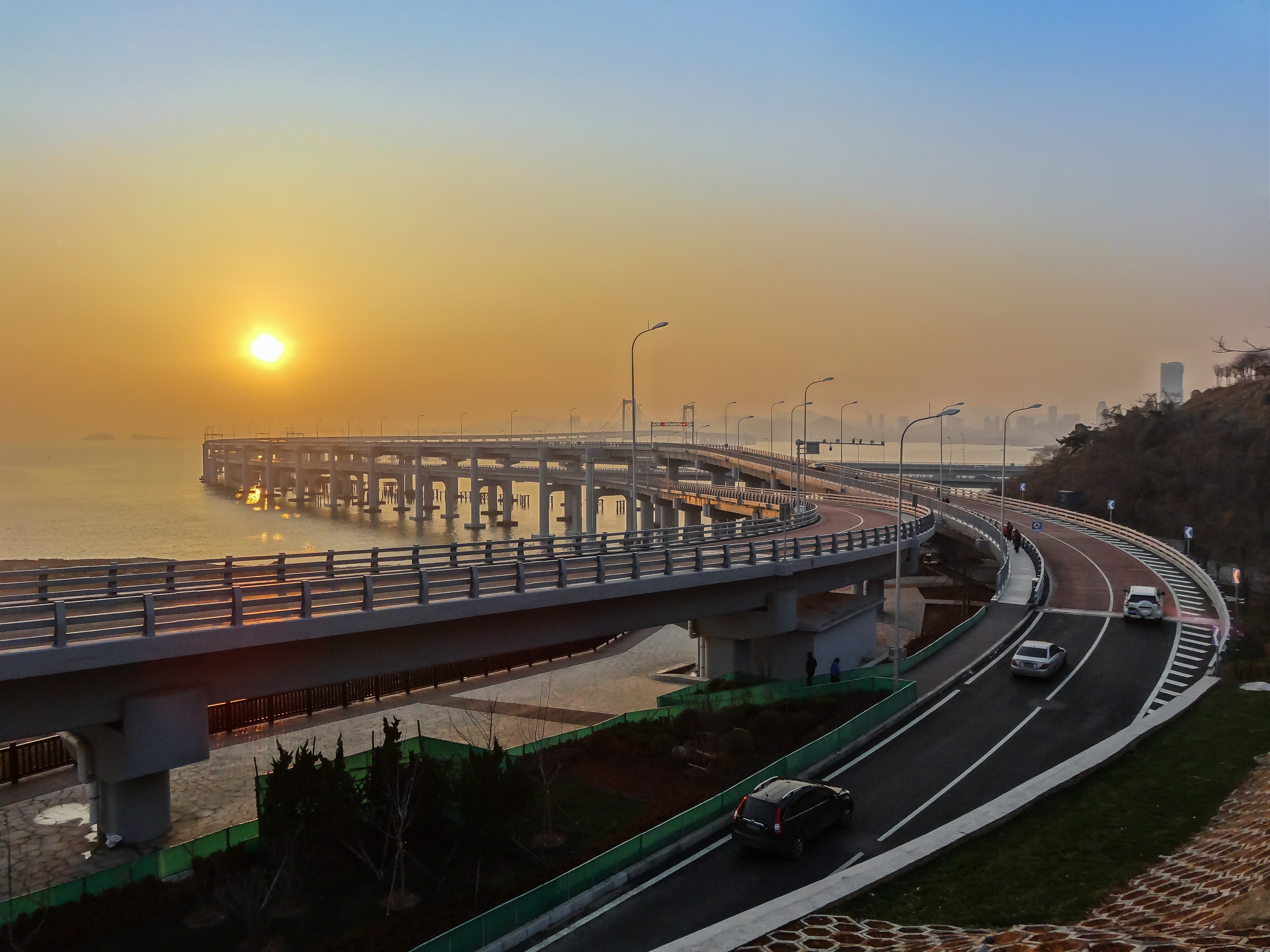
Двухуровневый мост через бухту Синхай

Скоростные автодороги, соединяющие Далянь с другими городами Китая.
- G15 (Шэньда): Далянь — Шэньян, примыкает к G1: Пекин — Харбин.
- G11: Далянь — Хэган. Участок Даньдун — Муданьцзян ещё не достроен. Дорога проходит рядом с горнолыжным курортом «Чанбайшань»[43].

К прочим автотрассам относятся G202 (Далянь — Харбин — Бэйань) и G201 (Далянь — Муданьцзян).
Общественный транспорт состоит из такси, электробусов местного производства и других автобусов. В окрестностях Даляня находится пять автовокзалов.

### Морской

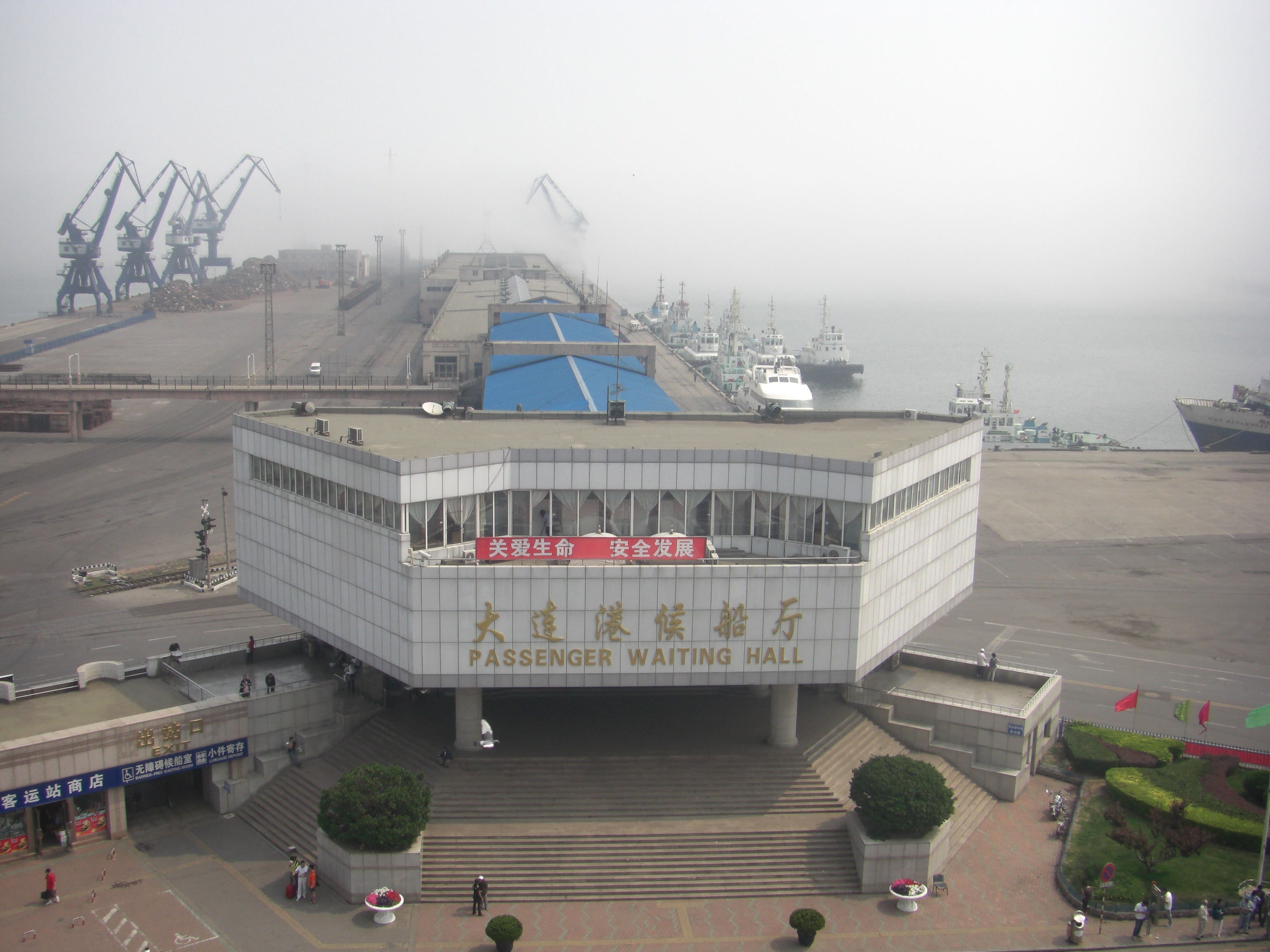
Порт Даляня

Далянь — крупный морской транспортный узел. Важное значение имеет регулярное грузовое сообщение с Японией, Южной Кореей, Россией, Сингапуром, Австралией, Индией, США, Канадой, Мексикой, Чили, Египтом, Израилем, Турцией и Францией. Осуществляются ежедневные каботажные рейсы в другие города на морском побережье Китая, например, в Яньтай, Тяньцзинь и Шанхай.
Порт Даляня входит в топ-20 крупнейших контейнерных портов мира. Также порт Даляня является важным транзитным пунктом для товаров из Японии, которые затем по железной дороге переправляются в Центральную Азию и Европу. Имеется круизный терминал.

## Образование и наука
На 2009 год в Даляне имелось 15 вузов и филиалов вузов национального значения и провинции Ляонин, основные из них:

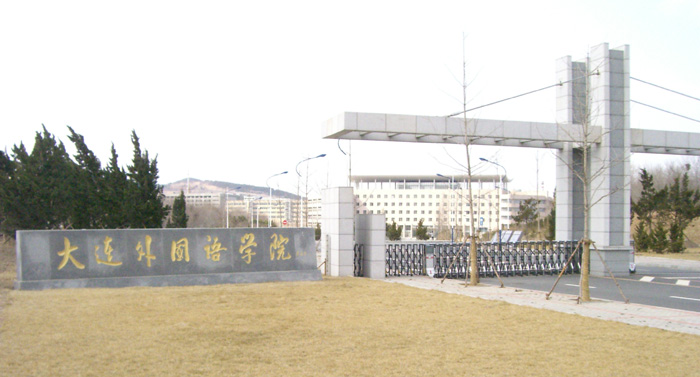
Даляньский университет иностранных языков

- Даляньский политехнический университет
- Даляньский университет рыболовного хозяйства
- Ляонинский педагогический университет
- Даляньский университет иностранных языков
- Дунбэйский университет финансов и экономики
- Даляньский технологический университет
- Даляньский медицинский университет
- Даляньский университет
- Даляньский университет транспорта
- Даляньский университет национальностей
- Даляньский университет информатики Neusoft.

В 2016 году в Даляне создан самый мощный в мире лазер на свободных электронах (DCLS), генерирующий ультрафиолетовое излучение. Лазерная установка разработана совместно учёными из местного Института химической физики и Института прикладной физики (Шанхай).

## Туризм

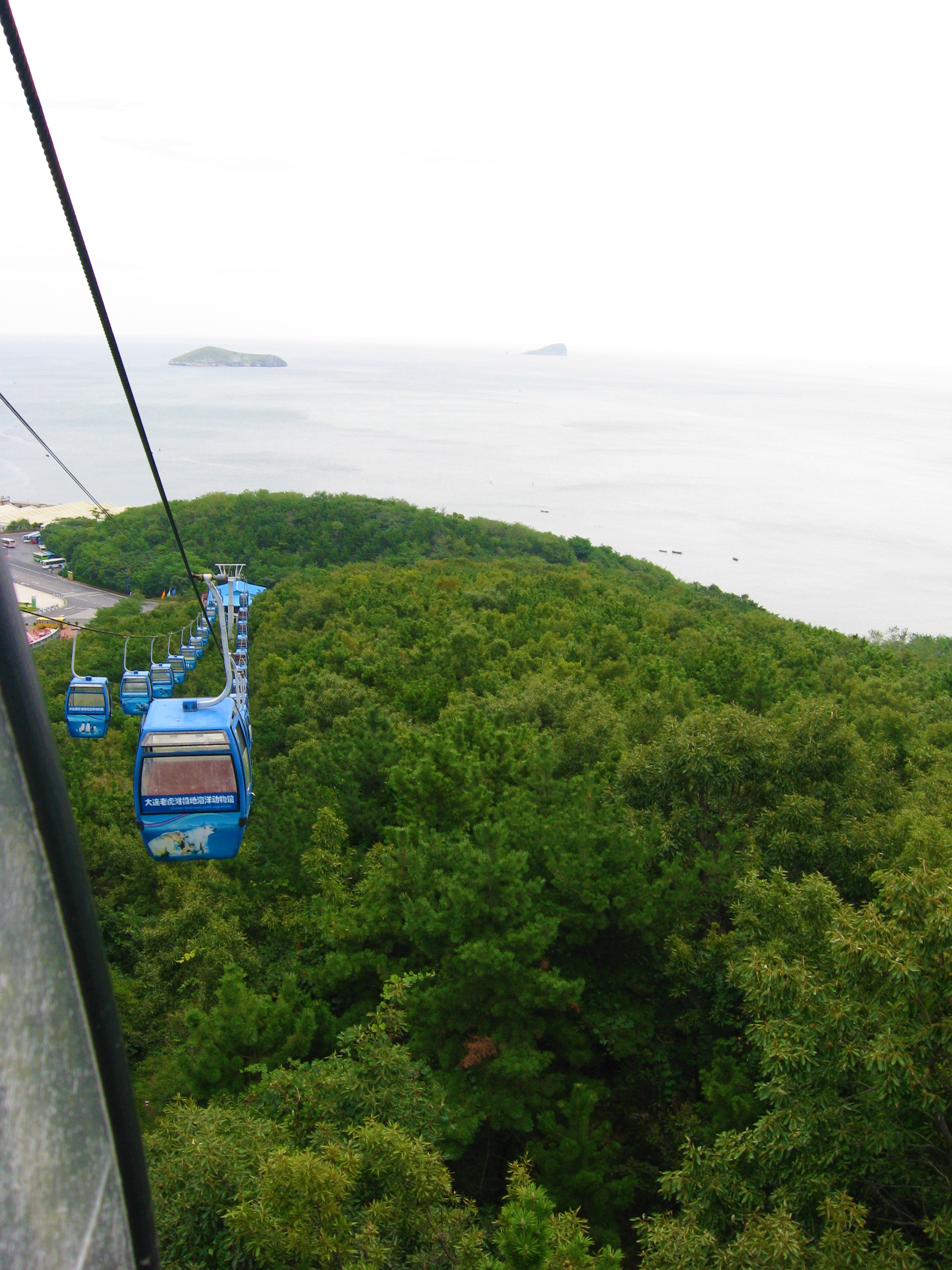
Канатная дорога в парке Лаохутан

Далянь — один из центров морского отдыха и курортно-санаторного лечения. Пляжи Даляня имеют протяжённость более 900 км. Имеются как песчаные, так и галечные пляжи. Пляж Синхайвань способен разместить до 30 тыс. чел., здесь проводится большинство городских соревнований по водному спорту.
В 5 км к югу от Даляня расположен остров Банчуй с длинным пляжем из белого песка.
В городе расположен парк Синхай с тысячелетней историей. В парке есть городок аттракционов, морской пляж, бассейн, фонтаны, зоны отдыха и крупнейший в Китае морской океанариум с подводным тоннелем длиной 118 м, где обитает более 10 тыс. рыб. Кроме того, известными местами туризма и отдыха являются Даляньский музей природы, Природный зоопарк города Далянь, а также парк Лаохутан, включающий полярный и коралловый океанариумы, канатную дорогу и птичий парк, представляющий собой целую крытую сетью долину, населенную более чем 80 видами птиц.
Город является одним из крупных центров внутрикитайского туризма, а также привлекает туристов из Японии, Южной Кореи и России.
Четыре международные авиалинии, соединяющие Далянь с Владивостоком, Иркутском, Хабаровском и Южно-Сахалинском, делают удобным посещение города российскими туристами. Местные турагентства разработали туристические маршруты для туристов из России.
В 2006 году Национальным бюро по туризму КНР, наряду с Ханчжоу и Чэнду, был признан лучшим городом для туризма в КНР.
В апреле-мае в Люйшуне происходит праздник цветения вишни. С 1987 года ежегодно в мае проводится Даляньский марафон, один из старейших в Китае. В июле-августе площадь Синхай захватывает Даляньский пивной фестиваль. Регулярно проводятся выставки автомобилей и моды.

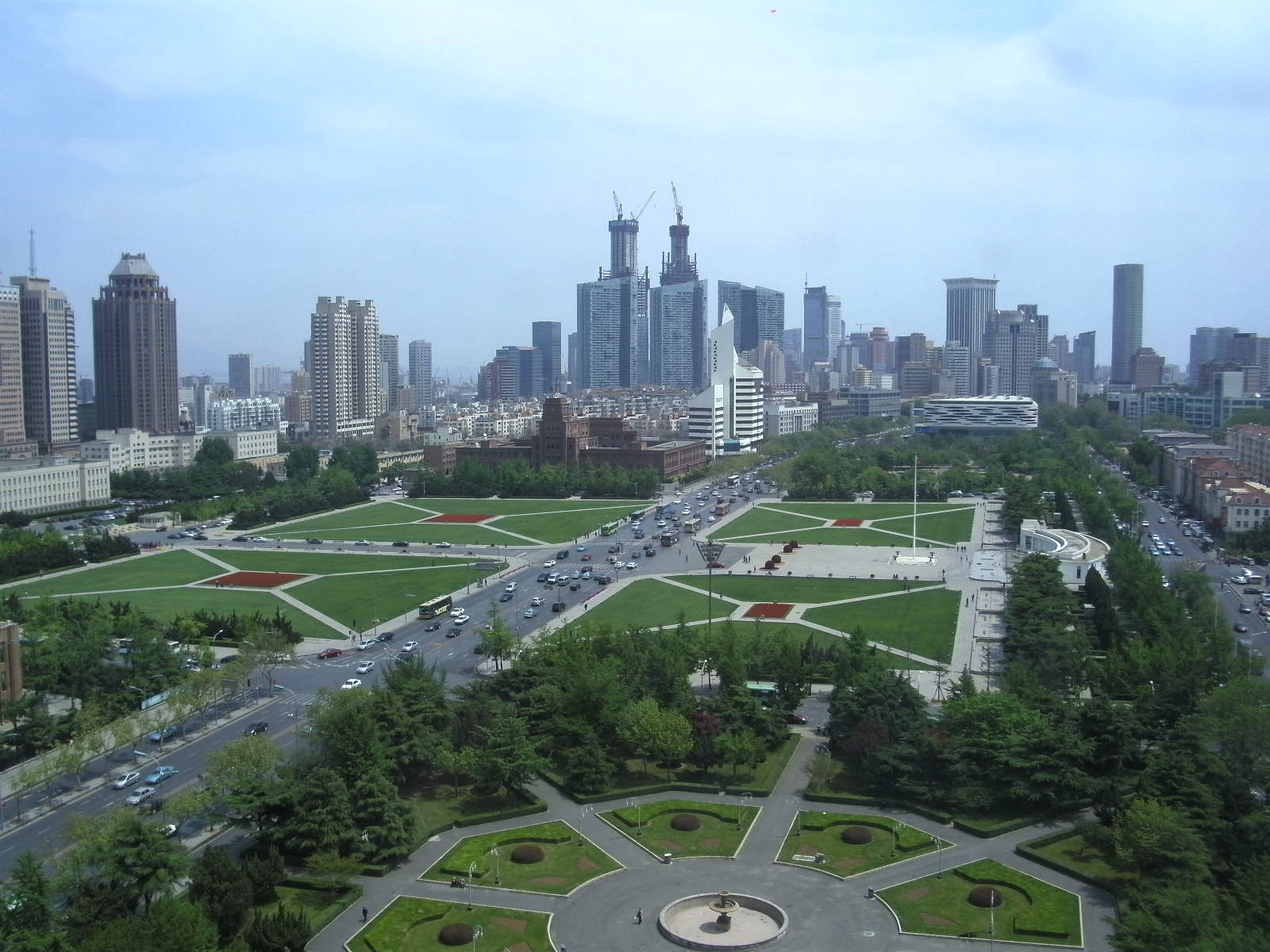
Народная площадь
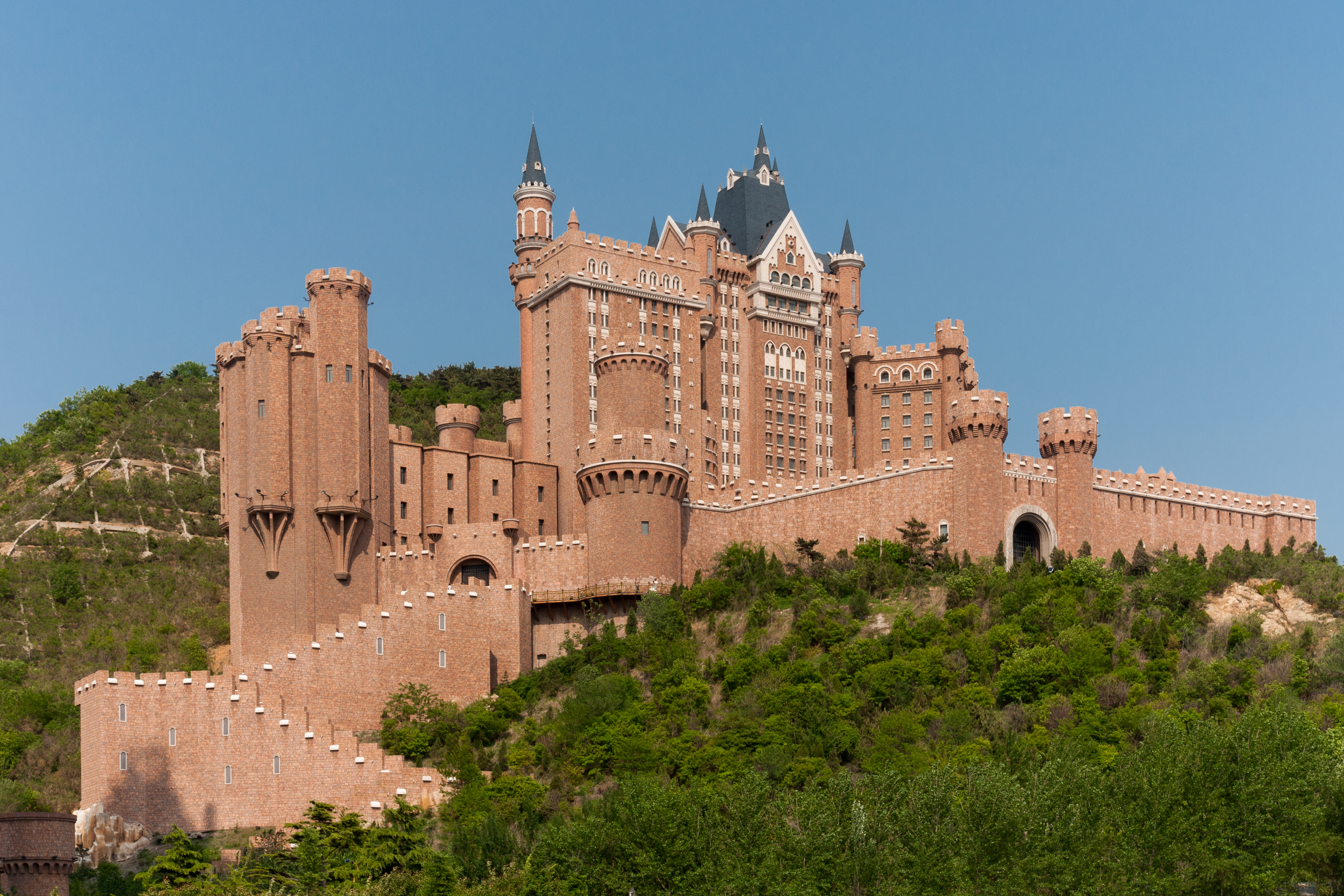
Замок-отель
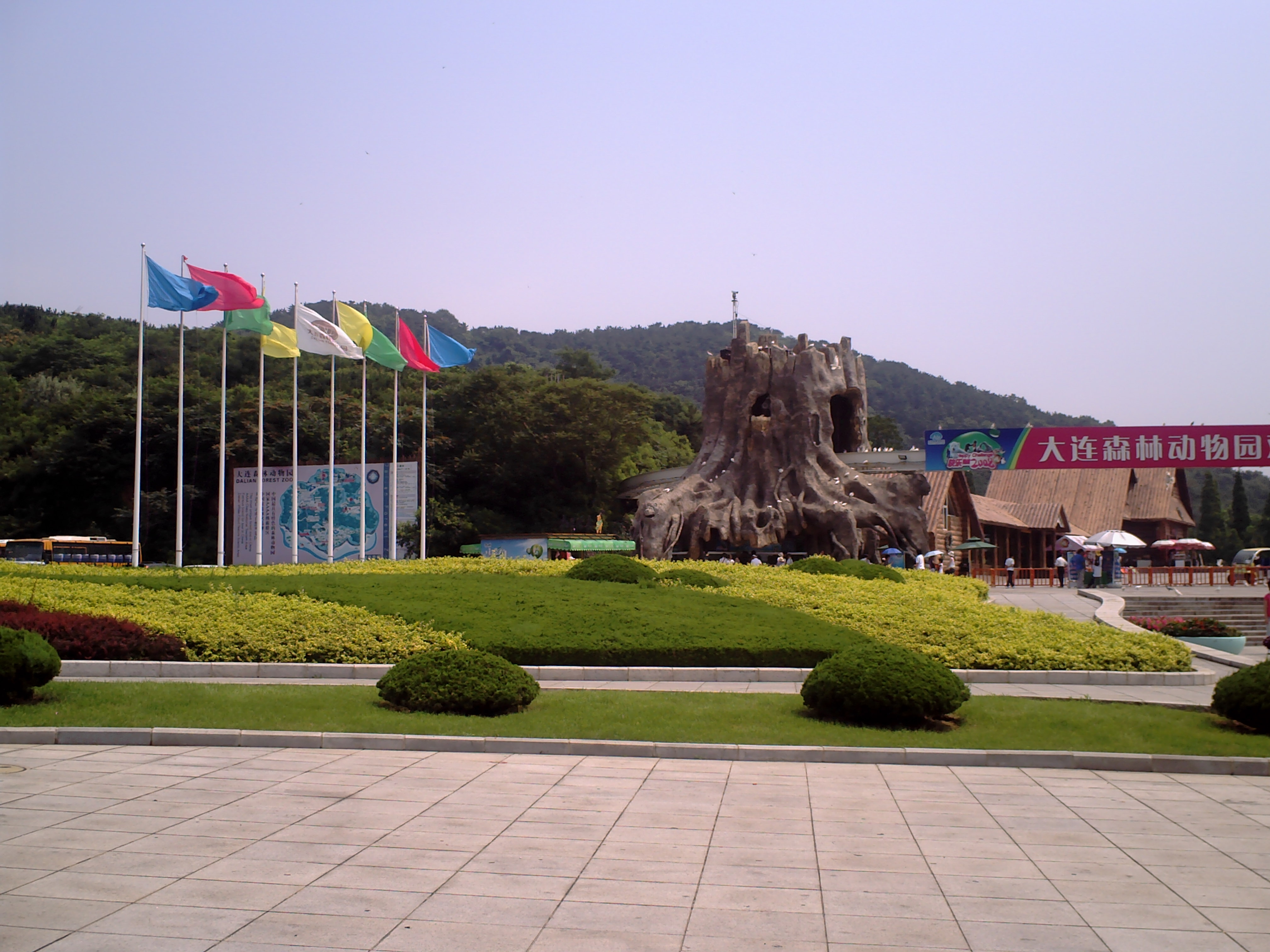
Даляньский зоопарк

## Достопримечательности
- Церковь Святейшего Сердца Иисуса — единственный католический храм в городе, историческо-архитектурный памятник;
- Улица Туаньцзецзе (кит.团结街) в районе Сиган (кит.西岗区), известная под именем «Русской улицы». Начинается у моста Шэнлицяо (кит.胜利桥) и заканчивается у исторического здания Гражданской управы г. Дальний, построенного в 1900 г. (ул. Бэйяньтайцзе, 1). «Русская улица» отдана в распоряжение пешеходов и является одной из визитных карточек местной туриндустрии. На улице сохранились такие исторические памятники, как здание Пароходства КВЖД (№ 35, построено в 1902 г.) и «Дом главного инженера» (№ 1, постр. в 1900 г., ныне Даляньское инженерно-морское училище).
- Квартал, образованный улицами Шэнлицзе (кит. 胜利街), Туаньцзецзе и Яньтайцзе (кит.烟台街), сохранивший индивидуальную застройку коттеджного типа, относящуюся к русскому периоду истории города.
- Ансамбль площади Чжуншань (кит. 中山广场). Площадь была заложена ещё русскими властями города, которые присвоили ей название Николаевская. Планомерная застройка площади началась уже в японский период истории Даляня. Круглая в плане площадь украшена такими историческими зданиями, как бывшая контора банка Йокохама Сёкин Гинко (Yokohama Specie Bank, постр.в 1909 г., ныне офис Банка Китая), бывшее здание Гражданской администрации Дайрена (№ 2, построено в 1908 г.), здание Мэрии Дайрена (№ 5, построено в 1915—1919 гг., ныне офис Торгово-промышленного банка Китая), а также бывший отель «Ямато» (ныне гостиница «Далянь биньгуань», здание построено в 1909—1914 гг.). В 1945-55 гг. в нём проживали чины командования советских войск, расквартированных на Квантунском (Ляодунском) полуострове. 27 октября 1945 г. в отеле проходило совещание представителей всех слоев даляньского общества, созванное соввоенадминистрацией для упорядочения жизни на Квантуне. В июне 1962 г. в отеле останавливался премьер Госсовета КНР Чжоу Эньлай[53].
- Бывшее здание Консульства СССР (1925-нач.1950-х гг.). Находится на ул. Лусюньлу (кит. 鲁迅路) в районе Чжуншань (кит. 中山区), д. № 2. В 1942-45 гг. под крышей дипломатического учреждения действовала резидентура разведки КПК под руководством Лю Фэнчуаня (кит.刘逢川, убит в Порт-Артуре в 1945 г.). Ныне здание используется госучреждениями по линии социального обеспечения[54].
- Ул. Чанцзянлу (кит. 长江路), на которой можно увидеть вагоны ретро-трамвая и сохранившиеся здания японского периода. На Чанцзянлу также находится бывшее Морское собрание г. Дальнего (№ 12-1). Здание в русском стиле было построено около 1900 г., впоследствии служило конторой японского Пароходного общества «Ямасита»[55][56].
- Русское военное кладбище.

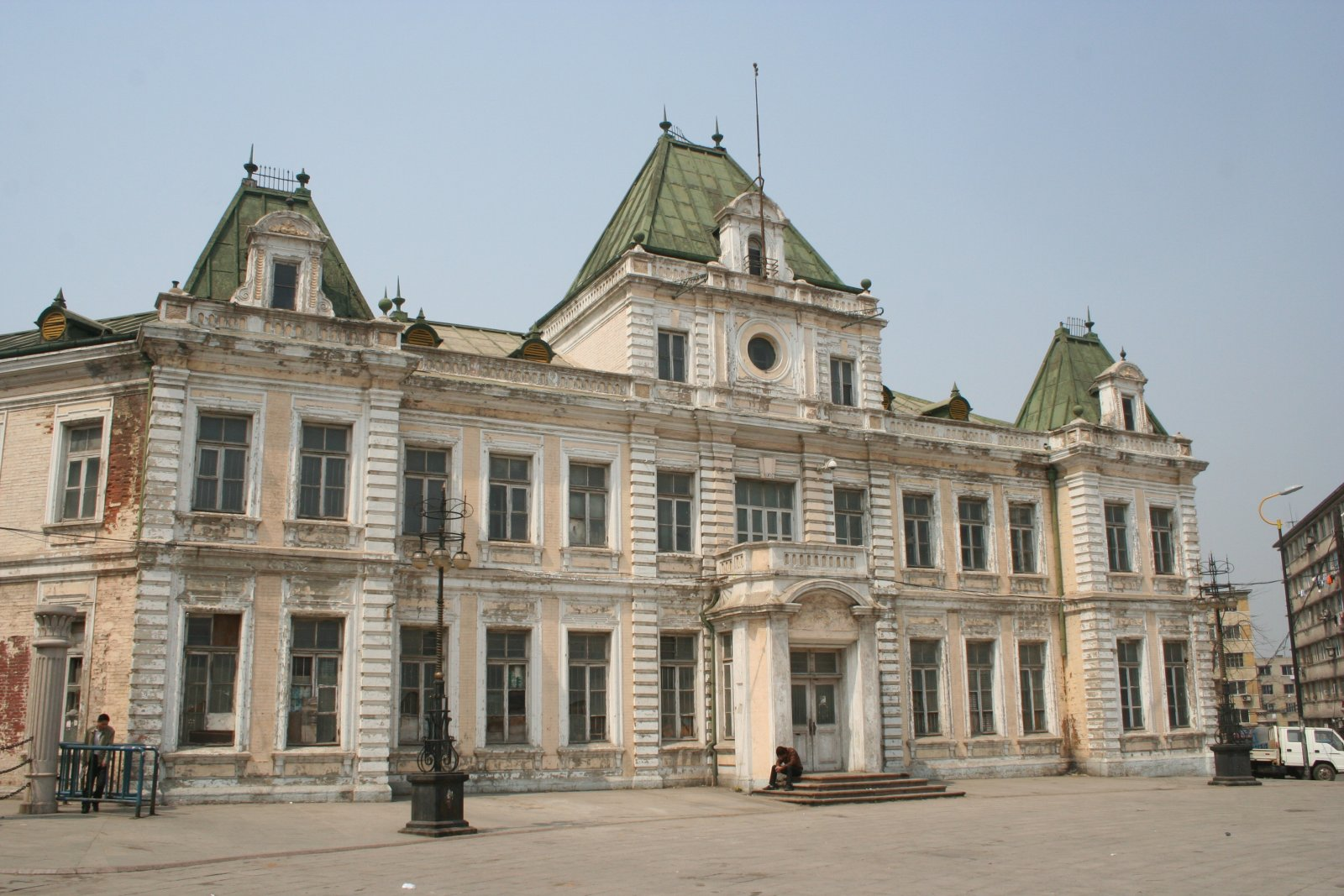
Бывшая русская Гражданская управа г. Дальнего
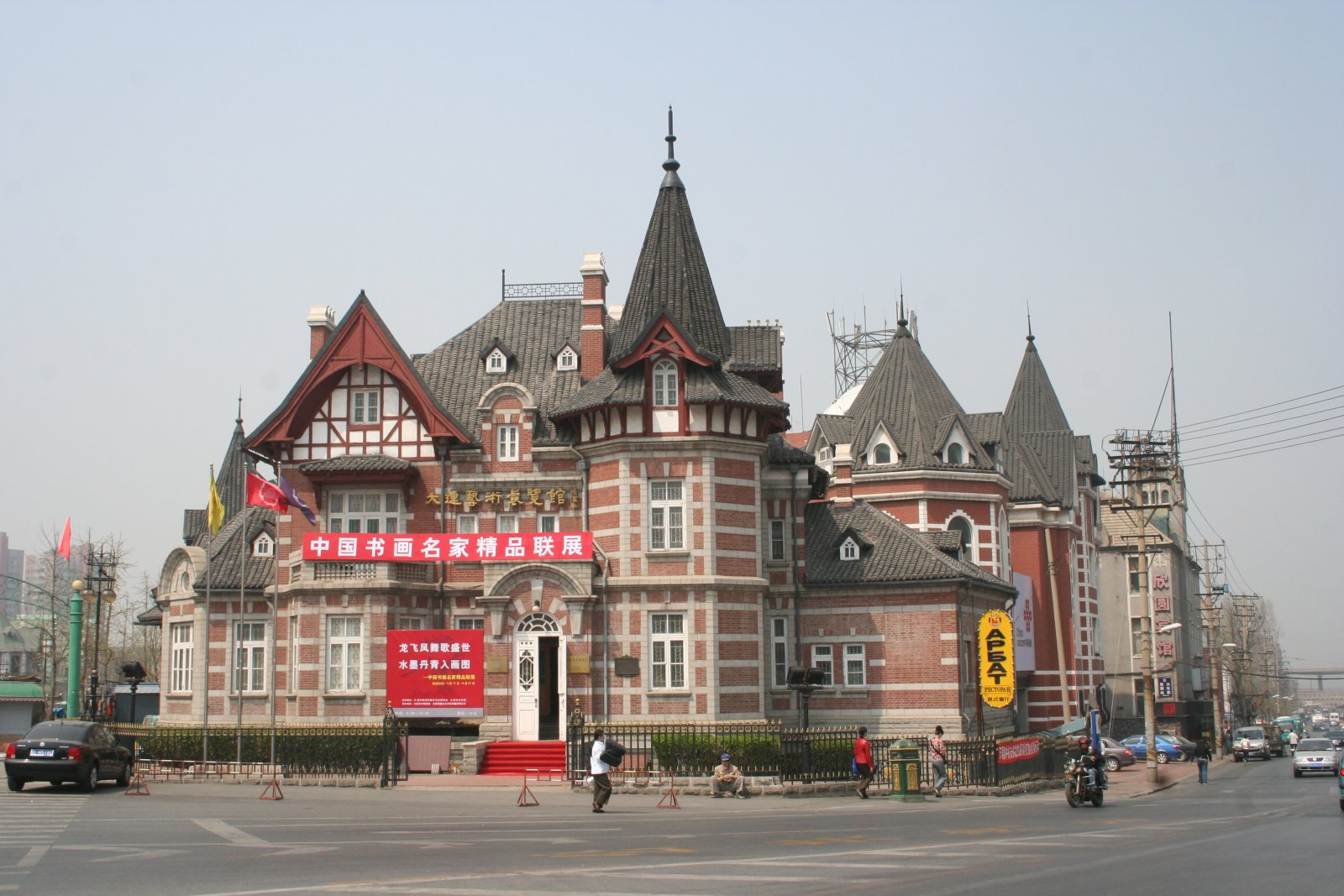
Здание Пароходства КВЖД
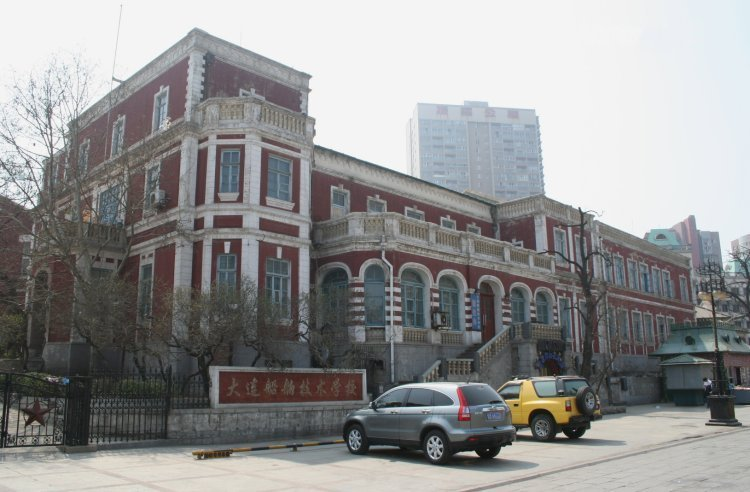
«Дом главного инженера» на Русской улице
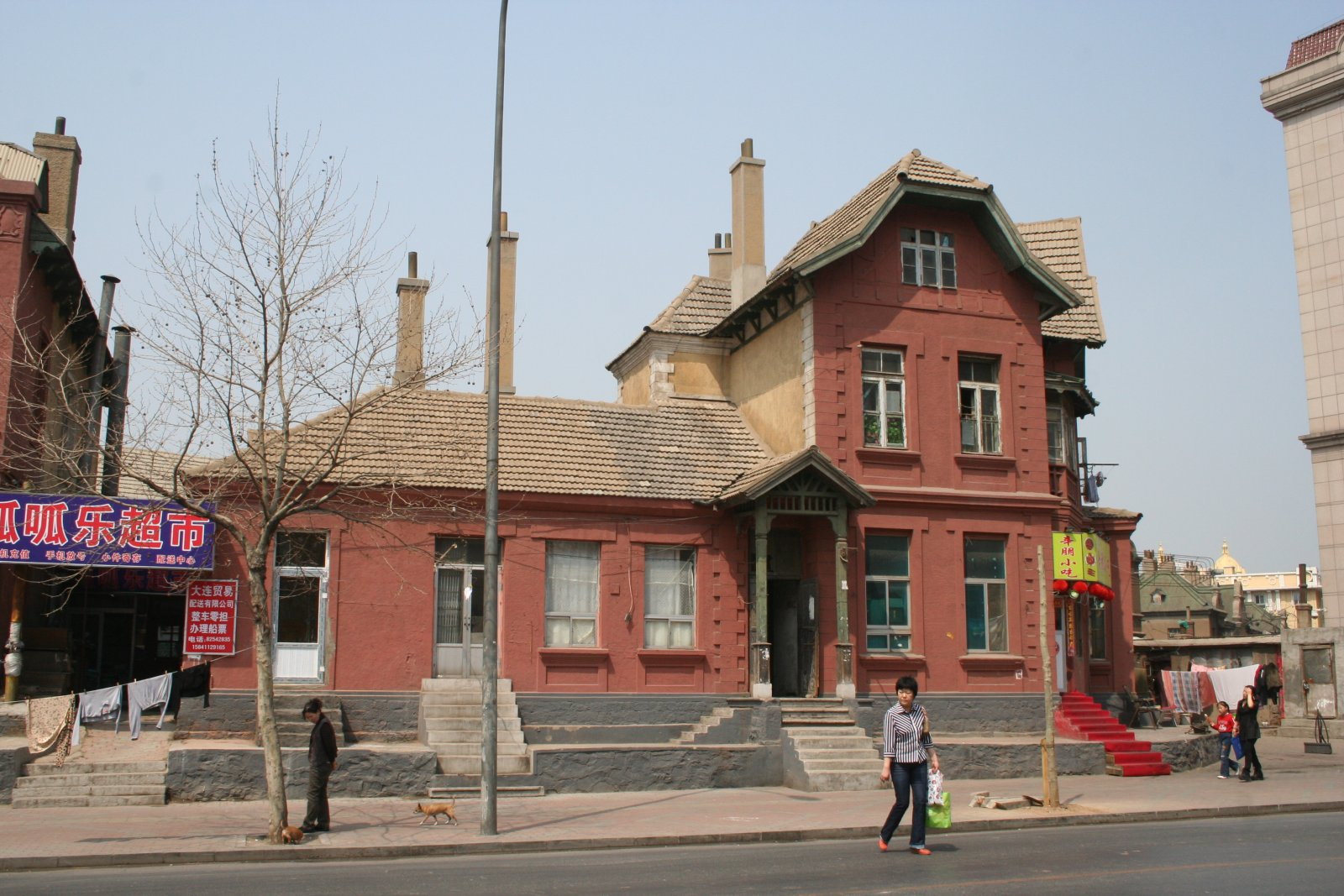
Один из жилых домов русской постройки на ул. Шэнлицзе
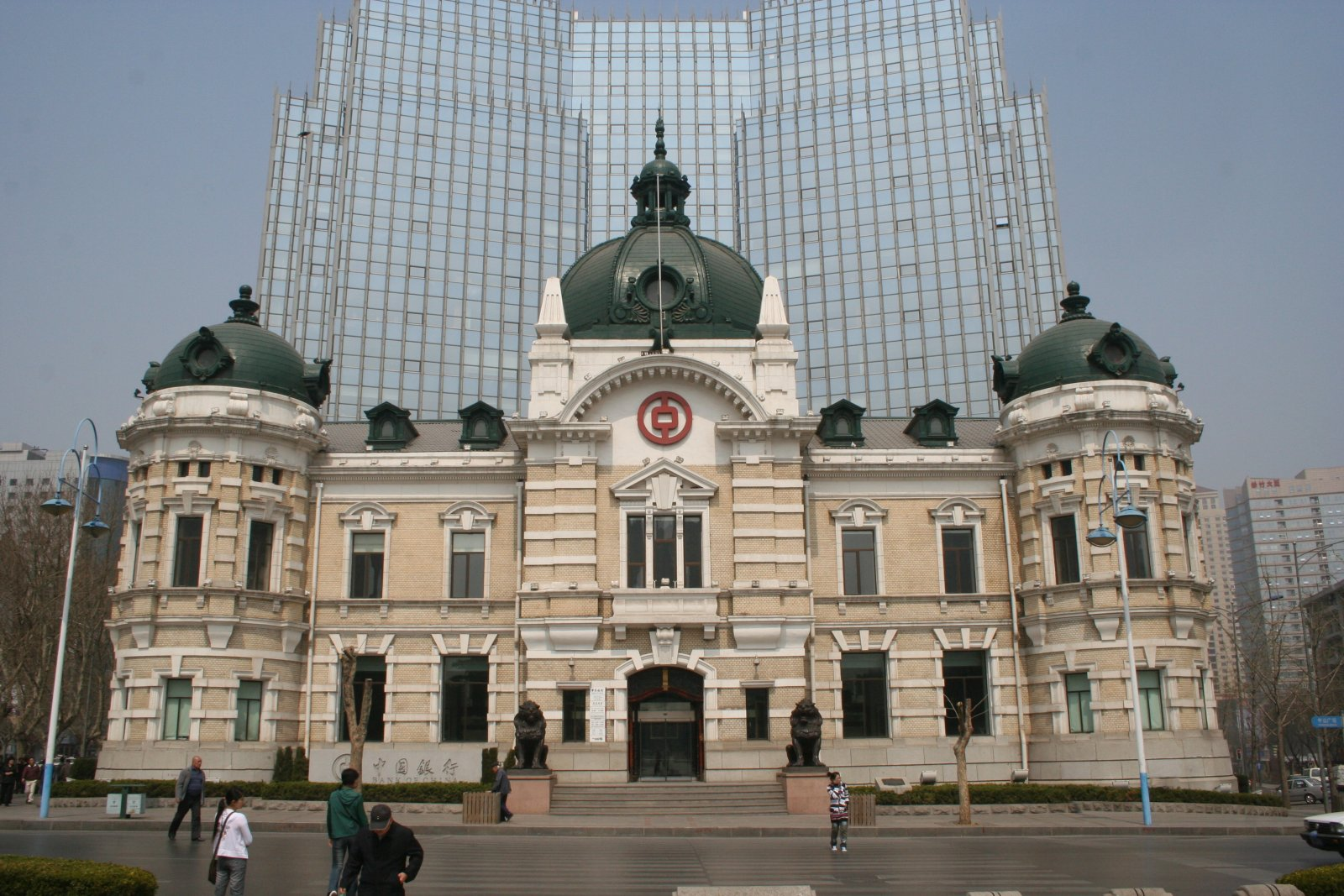
Бывшее здание Yokohama Specie Bank на площади Чжуншань
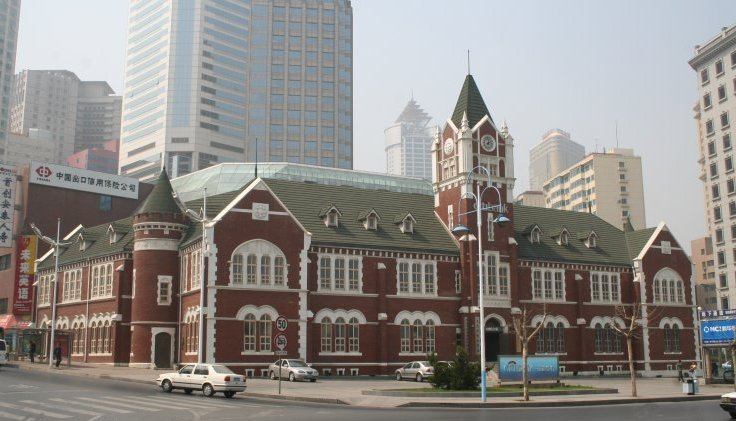
Здание бывшей японской Гражданской администрации Дайрена
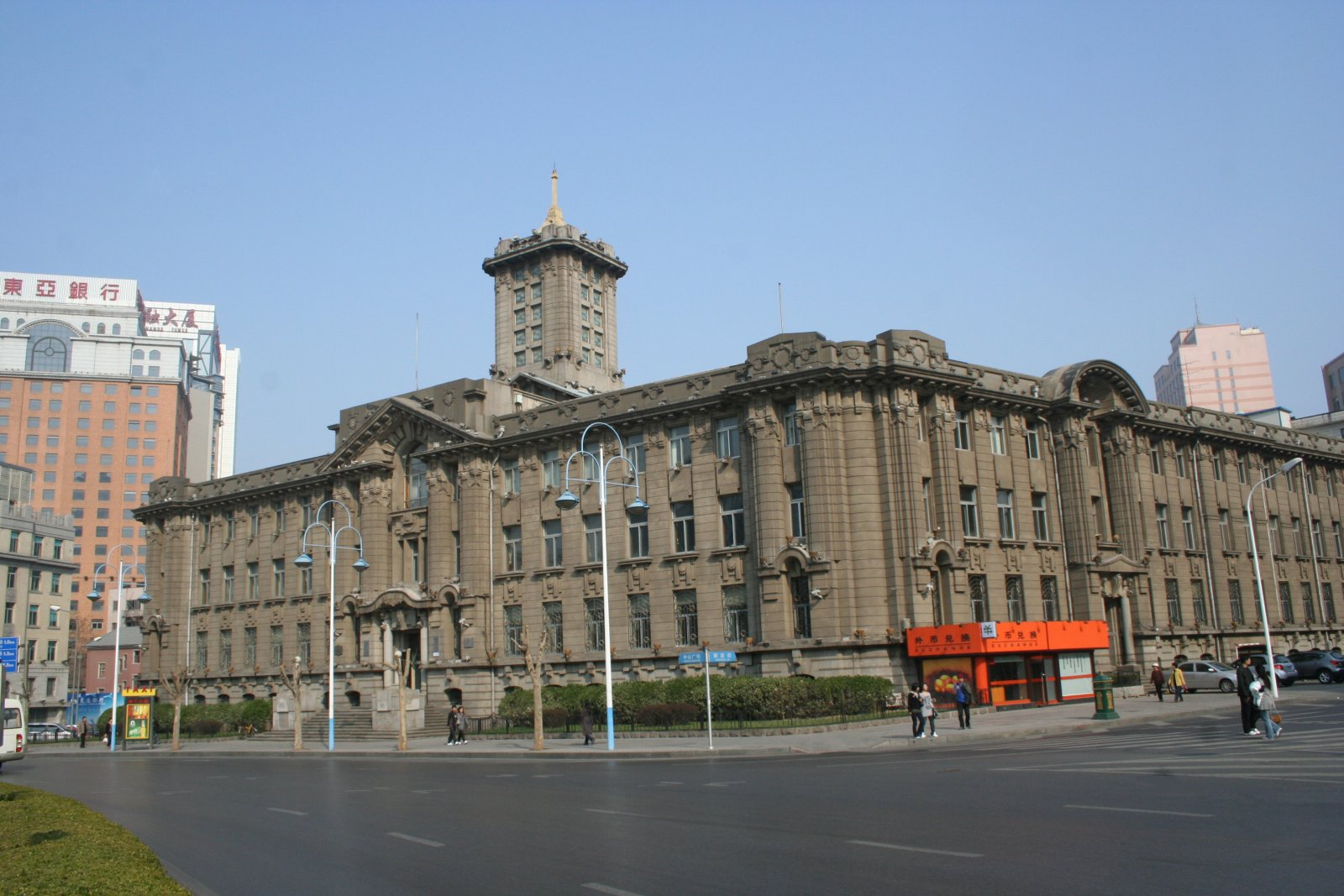
Бывшая Дайренская мэрия
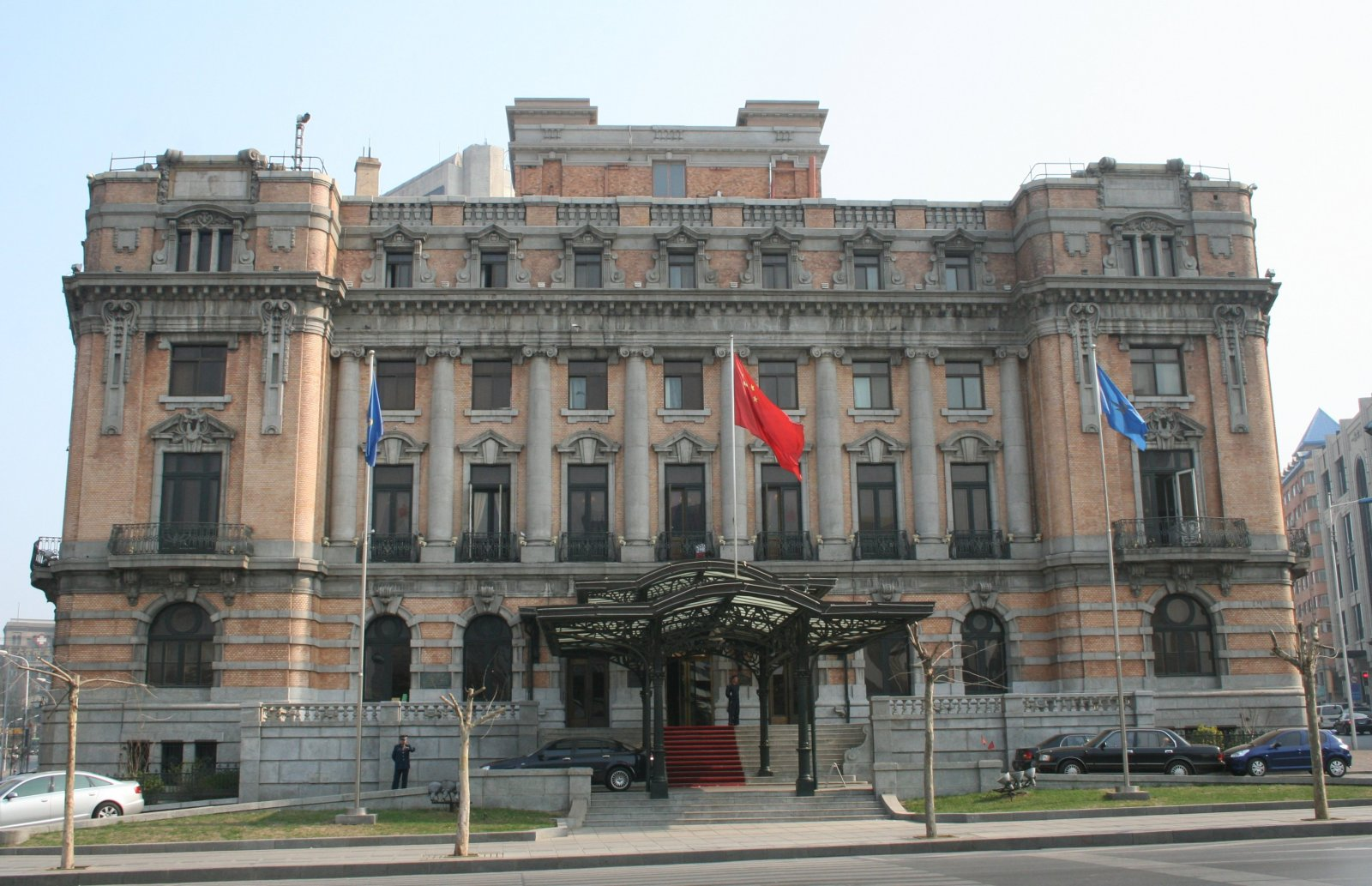
Бывший отель «Ямато»
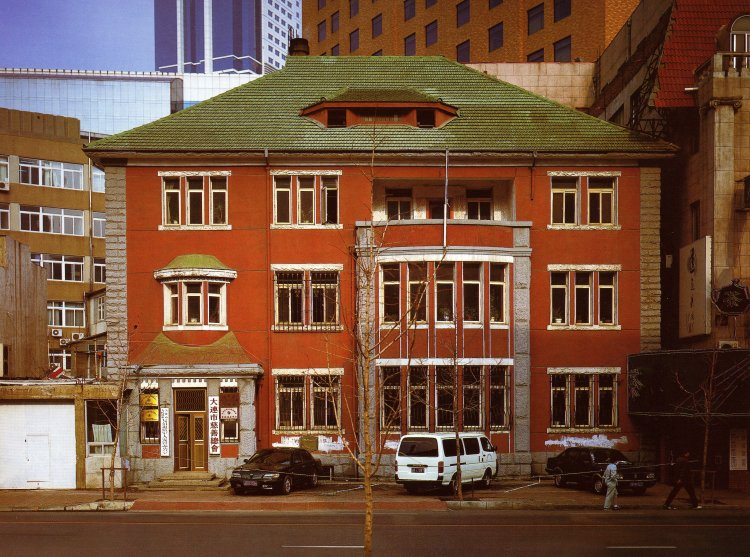
Бывшее советское консульство в Дайрене (1925-нач.1950-х гг.)
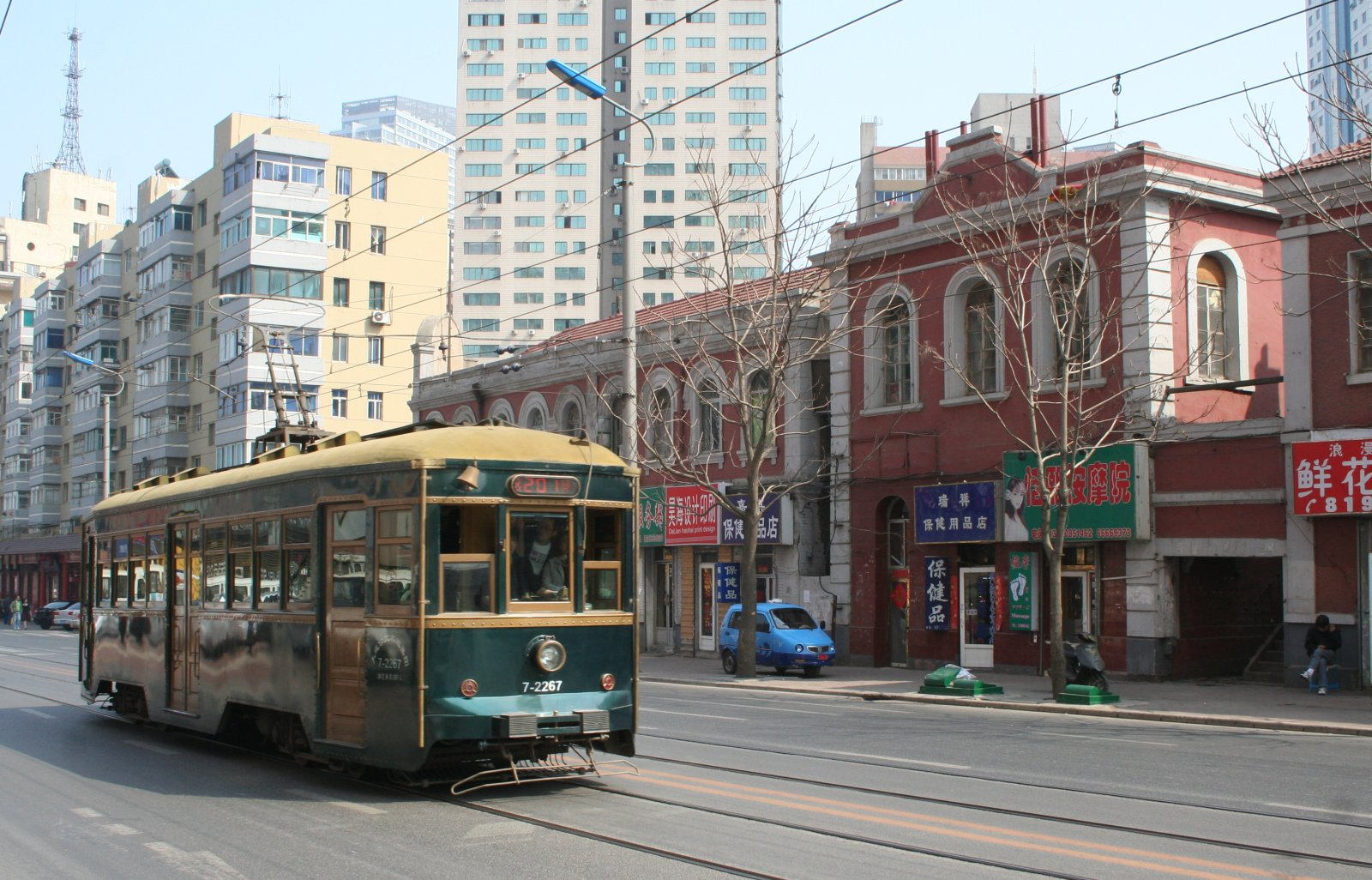
Ретро-трамвай на ул. Чанцзянлу
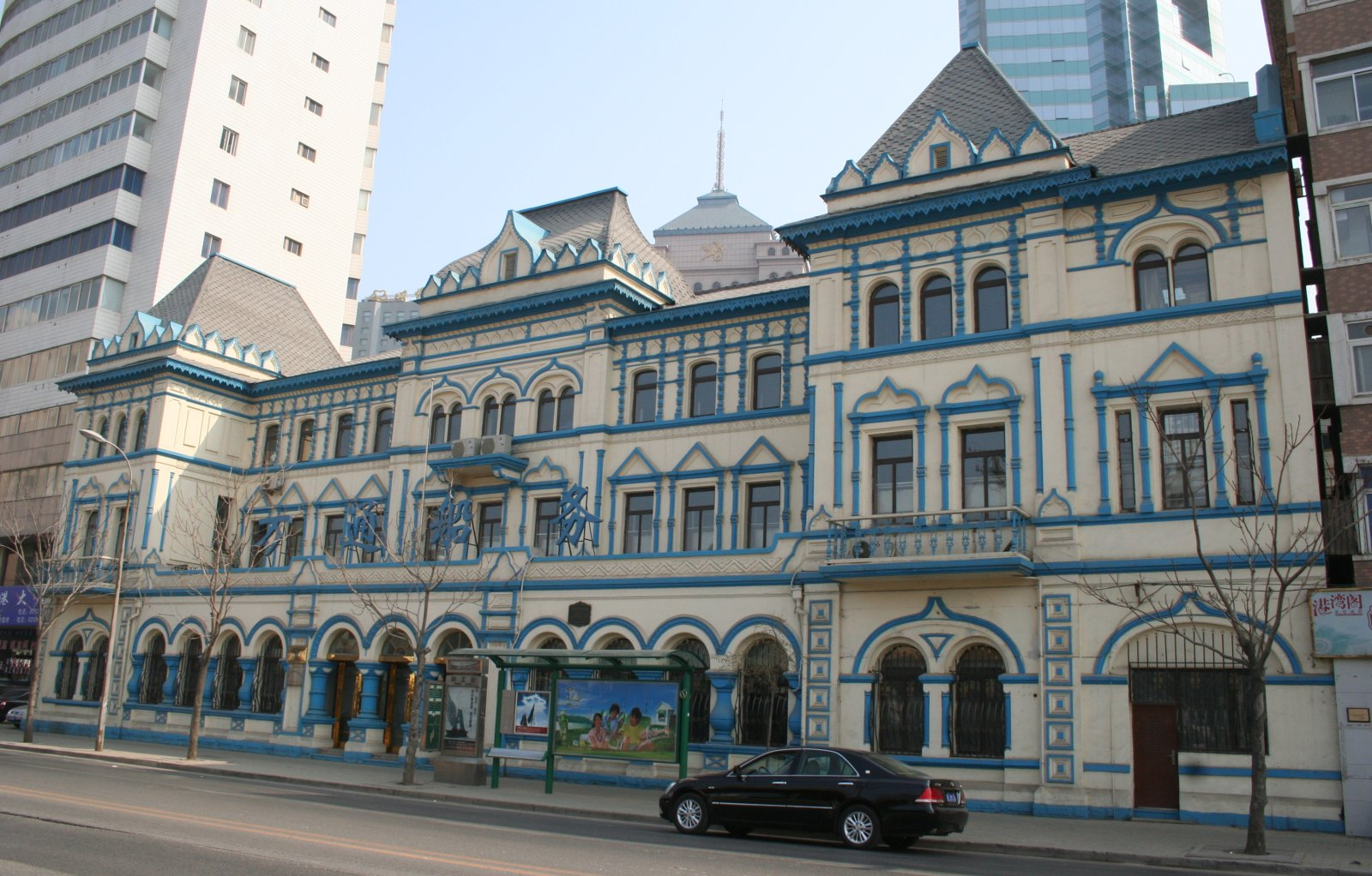
Морское собрание г. Дальнего на ул.Чанцзянлу
Порт-Артур, русские пушки

## Происшествия
16 июля 2010 года в городском порту на нефтепроводе, принадлежащем китайской компании PetroChina, произошёл взрыв (по некоторым данным, в процессе перекачивания нефти из танкера); возникший пожар не могли потушить 15 часов. В результате в Жёлтое море вылилось как минимум 1,5 тыс. т нефти, что повлекло загрязнение 430 км² водной поверхности.
6 сентября 2011 года в городе произошло сильное наводнение, пострадало более 20 000 человек, многие из них остались без крова.

## Города-побратимы
Далянь является городом-побратимом следующих городов:
| - Щецин, Польша - Глазго, Великобритания - Китакюсю, Япония - Гавр, Франция - Ванкувер, Канада - Охрид, Северная Македония - Бремен, Германия - Инчхон, Южная Корея - Окленд, США - Солсбери, США | - Хьюстон, США - Росток, Германия - Майдзуру, Япония - Владивосток, Россия - Калининград, Россия - Пуэнт-Нуар, Республика Конго - Аделаида, Австралия - Байя-Бланка, Аргентина - Сурабая, Индонезия - Энсхеде, Нидерланды - Днепр, Украина |